# Anaheim Ducks
Die Anaheim Ducks (IPA: [ˈænəhaɪm dʌks]) sind ein US-amerikanisches Eishockeyfranchise der National Hockey League aus Anaheim im Bundesstaat Kalifornien. Es wurde am 15. Juni 1993 durch die Walt Disney Company unter dem Namen Mighty Ducks of Anaheim gegründet und nahm zum Beginn der Saison 1993/94 den Spielbetrieb auf. Seit dem 22. Juni 2006 spielt die Mannschaft nach einer Umbenennung unter dem derzeitigen Namen, losgelöst vom Disney-Konzern. Die Teamfarben sind Schwarz, Metallicgold und Orange. Die Mannschaft trägt ihre Heimspiele im Honda Center aus.
Die Ducks sind eines der Franchises, das aus der Ligaerweiterung der 1990er Jahre hervorging. In der Saison 2002/03 erreichte die Mannschaft erstmals und unerwartet das Finale um den Stanley Cup, ehe in der Spielzeit 2006/07 der erstmalige Gewinn der prestigeträchtigen Trophäe folgte.

## Geschichte

### Die Gründung
Im Sommer 1992 erwarb der Disney-Konzern für 50 Millionen US-Dollar bei der Ligaleitung der NHL die Lizenz zur Gründung eines Teams. Im Dezember 1992 wurde der Antrag der Kalifornier einstimmig gebilligt und die Aufnahme in die National Hockey League – gemeinsam mit den Florida Panthers – zur folgenden Spielzeit 1993/94 verkündet. Aufgrund der Nähe zur Metropole Los Angeles mit dem dort bereits ansässigen Franchise der Los Angeles Kings ging durch die entstehende Konkurrenzsituation gut die Hälfte des Betrags als Entschädigung an die Kings über. Das neue Franchise wurde in Anaheim, einem Vorort von Los Angeles, angesiedelt, wo sich auch der Vergnügungspark des Konzerns, das Disneyland Resort, befindet. Die Arena, der inzwischen in Honda Center umbenannte Arrowhead Pond, wurde in direkter Nähe zum Vergnügungspark errichtet.
Wayne Gretzkys sogenannter „Blockbuster-Deal“ im August 1988 zu den Los Angeles Kings hatte maßgeblich zur Entwicklung des Eishockeysports in Kalifornien beigetragen. Die National Hockey League schlug aus Gretzkys Popularität Kapital und erweiterte die Liga während der 1990er-Jahre um mehrere Teams. Diese wurden primär in den Südstaaten der Vereinigten Staaten angesiedelt, die traditionell keine bekannten Eishockey-Märkte waren und wo das Interesse am professionellen Eishockeysport bis dato als relativ bescheiden galt. Im „Golden State“ wurden während dieser Zeit zwei Teams platziert; neben den Mighty Ducks of Anaheim auch die San Jose Sharks. Vor der Ansiedlung des Franchises im kalifornischen Anaheim existierte bis dato kein professionelles Eishockeyteam in der Stadt; lediglich die Anaheim Flyers waren während der Saison 1975/76 in der halbprofessionellen Pacific Southwest Hockey League aktiv.
Die Idee zur Gründung des Franchises geht auf den Disney-Film Mighty Ducks – Das Superteam zurück, der zu Beginn der 1990er Jahre in den Vereinigten Staaten eine beachtliche Summe an den Kinokassen einspielte. Die ähnlich erfolgreichen Fortsetzungen Das Superteam kehrt zurück und Jetzt mischen sie die Highschool auf trugen weiter zur Popularität des Eishockeyteams bei. Zuletzt folgte eine Zeichentrickserie mit dem Titel Das Powerteam. Auch der Teamname Mighty Ducks of Anaheim wurde an die Filme angelehnt. Diese Entscheidung, welche Disney-CEO Michael Eisner im März 1993 mitteilte, galt als sehr umstritten und stieß auf weit verbreitete Kritik.

### Erfolglose Jahre (1993–1999)

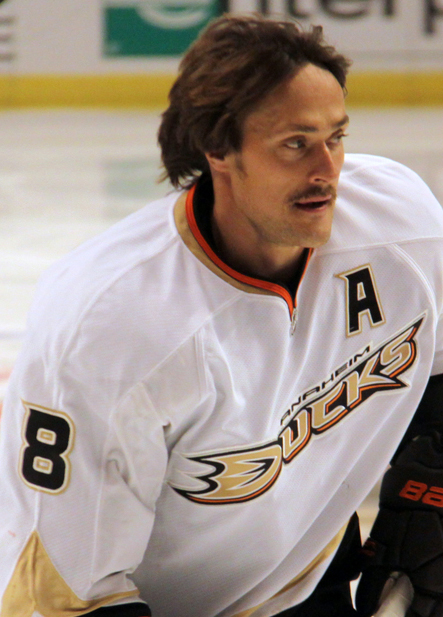
Teemu Selänne erreichte 1996/97 mit den Mighty Ducks erstmals die Play-offs.

Am 24. Juni 1993 nahmen die Mighty Ducks gemeinsam mit den Florida Panthers am Expansion Draft teil, um ihren Kader mit neuen Spielern zu füllen. Das Franchise war berechtigt, insgesamt drei Torhüter, acht Verteidiger und 13 Stürmer auszuwählen, die von den anderen NHL-Teams nicht gesperrt wurden. Die Kalifornier entschieden sich unter anderem Bob Corkum, Bobby Dollas, Guy Hebert, Sean Hill, Bill Houlder, Troy Loney, Alexei Kassatonow, Joe Sacco und Ron Tugnutt zu selektieren. Des Weiteren waren die Ducks befugt im NHL Entry Draft, der zwei Tage nach dem Expansion Draft stattfand, und im NHL Supplemental Draft sich erstmals die Rechte an jungen Talenten zu sichern. Mit ihrem ersten Wahlrecht im Entry Draft 1993 an der vierten Position der ersten Runde wählten sie den hochgehandelten Paul Kariya aus, der das Team in den folgenden Jahren als Führungsspieler entscheidend prägen sollte. In der fünften Runde wurde Michail Schtalenkow selektiert, der die Back-up-Position für Stammtorwart Guy Hebert übernahm. Im Supplemental Draft nutzte das Franchise ihr Recht an fünfter Position für Verteidiger Pat Thompson, der sich als Fehlgriff erwies und nie den Sprung in die NHL schaffte. Als erster Cheftrainer übernahm der US-Amerikaner Ron Wilson die Trainerposition und Jack Ferreira wurde zum General Manager ernannt. Den ersten Tauschhandel tätigten die Kalifornier bereits vor ihrem ersten NHL-Spiel, als sie am 10. August 1993 die beiden Flügelstürmer Todd Ewen und Patrik Carnbäck von den Montréal Canadiens erwarben.
Am 8. Oktober 1993 bestritten die Ducks im ausverkauften Arrowhead Pond vor 16.673 Besuchern gegen die Detroit Red Wings ihre erste NHL-Partie, die mit einer 2:7-Heimniederlage der Südkalifornier endete. Die Startaufstellung der Kalifornier bestand aus dem Torhüter Guy Hebert, den Verteidigern Alexei Kassatonow und Randy Ladouceur, den Flügelstürmern Troy Loney und Terry Yake sowie dem Center Anatoli Semjonow. Den ersten Treffer der Mighty Ducks erzielte in dieser Partie der Verteidiger Sean Hill in einer Überzahlsituation. Der erste Sieg des Teams gelang bei der dritten Begegnung am 13. Oktober 1993 gegen die Edmonton Oilers, den Siegtreffer zum 4:3-Endstand für die Mighty Ducks erzielte Bill Houlder. Beim ersten Auswärtsspiel in der Geschichte des Franchises sechs Tage später erzielte Terry Yake als erster Spieler der Ducks einen Hattrick. In der Premierensaison standen überwiegend erfahrene Spieler wie Bobby Dollas, Alexei Kassatonow, Randy Ladouceur, Anatoli Semjonow und Troy Loney, der zum ersten Kapitän ernannt wurde, im Kader der Mighty Ducks.
Die Mighty Ducks erspielten sich in ihrer Premierensaison in 84 Partien 71 Punkte und belegten den vierten Rang der Pacific Division. Dies reichte nicht aus, um sich für die Play-offs zu qualifizieren; diese hatten sie bei fünf noch ausstehenden Partien der regulären Saison verfehlt, platzierten sich jedoch in der Schlusstabelle vor den etablierten Los Angeles Kings. Die 19 erzielten Auswärtssiege stellten einen neuen Rekord für die Debütsaison eines Expansionsteams dar. Beim NHL Supplemental Draft, der im Kalenderjahr 1994 letztmals durchgeführt wurde, wählten die Ducks an zweiter Position den Center Steve Rucchin, der später jahrelang als Mittelstürmer zwischen den beiden Flügelspielern Paul Kariya und Teemu Selänne eine Schlüsselposition einnahm und zu den Leistungsträgern zählte. Die folgende Spielzeit begann aufgrund eines Lockouts erst am 11. Januar 1995 und wurde auf 48 Spiele verkürzt ausgetragen. Die Mannschaft qualifizierte sich erneut nicht für die Endrunde und platzierte sich mit 37 Punkten auf dem letzten Tabellenrang in der Pacific Division. Am 7. Februar 1996 vollzogen die Ducks einen weitreichenden Tauschhandel mit den Winnipeg Jets. Die Ducks erhielten Teemu Selänne und Marc Chouinard, im Austausch wechselten Chad Kilger und Oleg Twerdowski nach Winnipeg. Die Ducks schlossen die Saison 1995/96 auf dem vierten Rang der Pacific Division ab und verpassten mit 78 Punkten knapp die Play-offs. Bester Spieler der Saison war Paul Kariya, der mit 108 Scorerpunkten die statistisch erfolgreichste Spielzeit seiner Karriere absolvierte. Der kurz zuvor verpflichtete Teemu Selänne erzielte bis zum Saisonende in 28 Spielen insgesamt 36 Scorerpunkte.

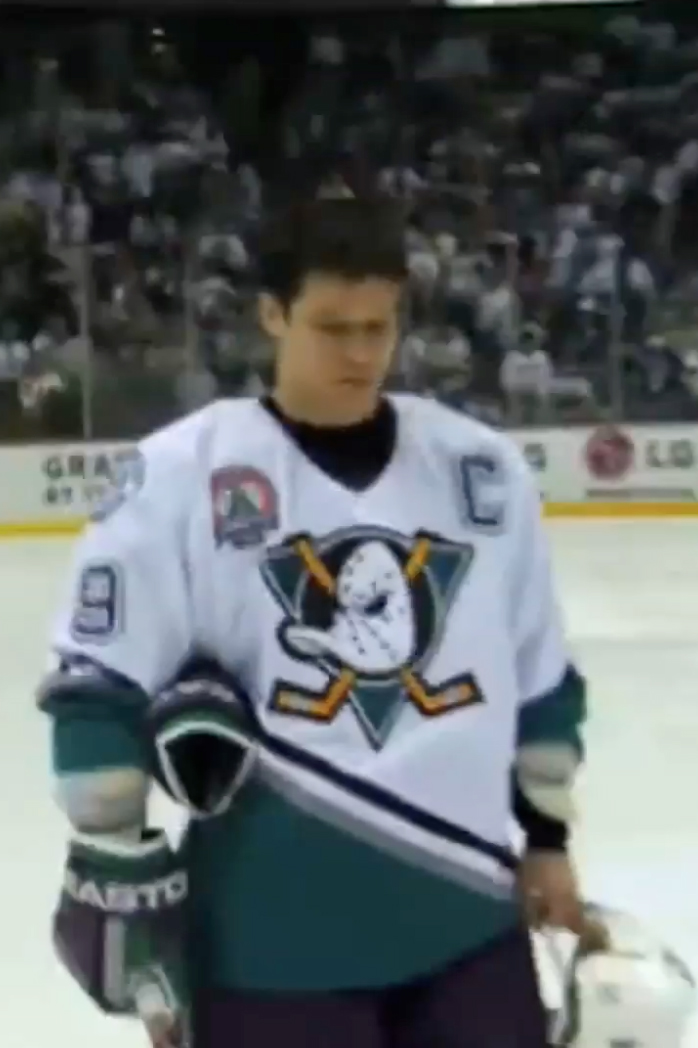
Mannschaftskapitän Paul Kariya bildete von 1996 bis 2001 gemeinsam mit Teemu Selänne das sogenannte „Dynamic Duo“.

In der darauffolgenden Spielzeit 1996/97 erreichten die Mighty Ducks erstmals die Play-offs. Mit 36 Siegen, 33 Niederlagen und 13 Unentschieden in der regulären Saison gelang dem Team zudem erstmals eine positive Bilanz. Selänne übertraf den im Vorjahr von Kariya aufgestellten Punkterekord und erreichte in der regulären Saison mit 51 Toren und 58 Vorlagen insgesamt 109 Punkte. In der ersten Runde der Play-offs besiegte das Team die Phoenix Coyotes in sieben Partien. Im siebten Spiel verbuchte Guy Hebert den ersten Shutout in den Play-offs für die Mighty Ducks. Im Conference-Halbfinale traf Anaheim auf die Detroit Red Wings. Die Serie verloren die Ducks mit 0:4, allerdings wurden drei der vier Spiele erst in der Verlängerung entschieden. Cheftrainer Ron Wilson verließ trotz dieses Erfolgs den Verein und unterschrieb bei den Washington Capitals. Daraufhin wurde der Kanadier Pierre Pagé als neuer Cheftrainer engagiert.
Die Mighty Ducks begannen die Saison 1997/98 mit zwei Spielen in Tokio gegen die Vancouver Canucks ohne ihren Kapitän Paul Kariya, der mit den Kaliforniern noch in Vertragsverhandlungen stand. Am 22. Dezember 1997 einigte sich Kariya mit den Ducks und unterzeichnete einen neuen Kontrakt. Im Februar 1998 im Heimspiel gegen die Chicago Blackhawks checkte Gary Suter Paul Kariya derart, dass Kariya nicht nur einen Kieferbruch erlitt, sondern auch den Rest der Saison verletzt ausfiel. Der fortwährende Wechsel im Tor zwischen Guy Hebert und Michail Schtalenkow war ungewohnt für das Team und beide Torhüter, doch Trainer Pierre Pagé blieb die ganze Saison über bei dieser Rotation. Diese Einflüsse führten zum Nichterreichen der Play-offs und einem sechsten Platz in der Pacific Division. Daraufhin wurde der bisherige Cheftrainer Pierre Pagé entlassen und Craig Hartsburg, der zuvor bei den Chicago Blackhawks seines Amtes enthoben worden war, übernahm den Trainerposten.
Die wichtigsten Neuverpflichtungen zu Beginn der Saison 1998/99 waren der erfahrene Verteidiger Fredrik Olausson und der Angreifer Marty McInnis. Nachdem die Ducks Torhüter Schtalenkow im Expansion Draft an die Nashville Predators verloren hatten, verpflichteten sie Torwart Dominic Roussel aus Nashville und gaben dafür Chris Mason und Marc Moro an die Predators ab. Torhüter Guy Hebert stellte neue Teamrekorde mit sechs Shutouts, einem Gegentorschnitt von 2,42 und einer Fangquote von 92,2 Prozent auf, doch die ganze Saison durch waren die Mighty Ducks abhängig von Teemu Selänne und Paul Kariya, die in der regulären Spielzeit gemeinsam 208 Scorerpunkte erzielten. Der langjährige Center Steve Rucchin erzielte 62 Punkte. Mit einer Erfolgsquote von 22 Prozent wies die Mannschaft zudem ligaweit das beste Powerplay auf; insbesondere dank Akteuren wie Teemu Selänne – ligaweit (25 Treffer in Überzahl) erfolgreichster Spieler – sowie Paul Kariya, Fredrik Olausson, Marty McInnis und Tomas Sandström. Die Mighty Ducks bestritten die erste Runde der Play-offs gegen die Detroit Red Wings und schieden sieglos nach vier Partien aus der Endrunde aus.

### Verkauf und erstes Stanley-Cup-Finale (1999–2006)
Zu Beginn der Spielzeit 1999/2000 verpflichteten die Ducks mit Oleg Twerdowski, Niclas Hävelid und Witali Wischnewski mehrere defensivstarke Abwehrspieler, die auf mehrere Jahre den Mannschaftskern bildeten. Hauptgrund für das schlechte Abschneiden und die Nicht-Qualifikation für die Endrunde war die unzureichende Offensivleistung des Teams mit 188 erzielten Toren. Die Ducks konnten in der Saison 2000/01 nur 25 Partien gewinnen und belegten mit 66 Punkten abgeschlagen den letzten Platz in der Pacific Division. Im Dezember 2000 wurde der bisherige Cheftrainer Craig Hartsburg aufgrund der nicht den Erwartungen entsprechenden Ergebnisse seines Amtes enthoben und durch Guy Charron ersetzt. Im März 2001 transferierten die Ducks Teemu Selänne, der mit 59 Punkten eine solide Spielzeit absolviert hatte, im Austausch für Jeff Friesen, Steve Shields und einem Draftpick zu den San Jose Sharks. Nach 49 Partien, in denen den Ducks nur 14 Siege gelangen, wurde auch Charron gekündigt. Bryan Murray übernahm darauf das Amt als Cheftrainer. Die Spielzeit 2001/02 verlief ebenso unbefriedigend, mit 69 Punkten belegten die Ducks erneut den letzten Rang der Pacific Division. Wieder waren die ungenügenden Offensivleistungen der Hauptgrund für die enttäuschenden Resultate des Teams. Die 175 erzielten Tore der Ducks wurden ligaweit nur von den Columbus Blue Jackets unterboten.

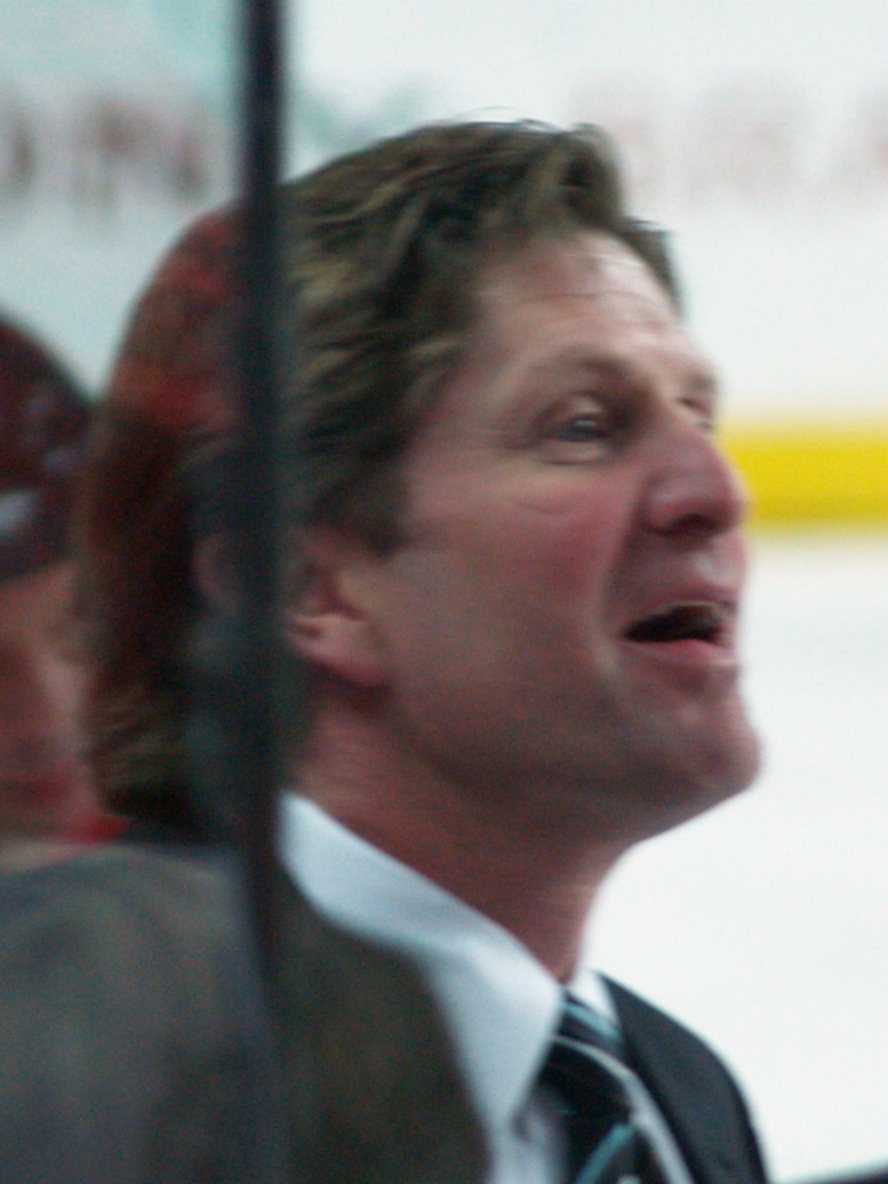
Mike Babcock führte die Ducks 2003 ins Stanley-Cup-Finale.

Zu Beginn der Saison 2002/03 verpflichteten die Ducks mit Adam Oates und Petr Sýkora zwei namhafte Verstärkungen, die großen Anteil an der erfolgreichen Spielzeit hatten. Die Ducks boten dem bisherigen Cheftrainer Bryan Murray das Amt als General Manager an, worauf er das Angebot annahm und sich für Mike Babcock als seinen Nachfolger im Traineramt entschied. Während der regulären Saison erspielten sich die Ducks 95 Punkte, was damals ein neuer Rekord für das Franchise bedeutete. Erstmals seit 1999 qualifizierten sich die Ducks wieder für die Play-offs. In der ersten Runde unterlagen die spielerisch überlegenen Red Wings den Ducks bereits in vier Spielen, die alle nur mit einem Tor Unterschied endeten. Torhüter Giguère erreichte dabei eine Fangquote von 96,5 %. In den Halbfinals der Western-Conference trafen die Ducks auf die Dallas Stars. Das erste Spiel der Serie in Dallas ging in die Geschichte der NHL ein: In vier Overtimes fiel kein Tor, ehe Petr Sýkora nach 140:48 Minuten das viertlängste Spiel der NHL-Geschichte zugunsten der Ducks entschied. Die Ducks gewannen die Serie in sechs Spielen. Als Sandis Ozoliņš im letzten Spiel den Siegtreffer erzielte, war die Entscheidung gefallen und die Ducks erreichten die Conference-Finals. Dort besiegten sie die Minnesota Wild in vier Spielen. Die Finalserie um den Stanley Cup gegen die New Jersey Devils dauerte sieben Spiele und war geprägt von den Heimsiegen beider Teams. Die Ducks unterlagen auch im letzten Spiel in New Jersey und verloren die Serie mit 3:4-Siegen. Dies stellte dennoch den bisher größten Vereinserfolg dar. Grundstein des Erfolges war der neue Cheftrainer Mike Babcock, sowie Torhüter Jean-Sébastien Giguère, der in den Play-offs eine Fangquote von 94,5 % erreichte und als bester Spieler der Play-offs mit der Conn Smythe Trophy ausgezeichnet wurde.
| Stanley-Cup-Finalist 2003 | Torhüter: Martin Gerber, Jean-Sébastien Giguère Verteidiger: Keith Carney (A), Niclas Hävelid, Fredrik Olausson, Sandis Ozoliņš, Ruslan Salei, Kurt Sauer, Witali Wischnewski Angreifer: Dan Bylsma, Marc Chouinard, Paul Kariya (C), Patric Kjellberg, Jason Krog, Mike Leclerc, Rob Niedermayer, Adam Oates, Samuel Påhlsson, Steve Rucchin (A), Cam Severson, Alexei Smirnow, Petr Sýkora, Steve Thomas, Stanislaw Tschistow Cheftrainer: Mike Babcock Assistenztrainer: Lorne Henning, Paul MacLean General Manager: Bryan Murray |

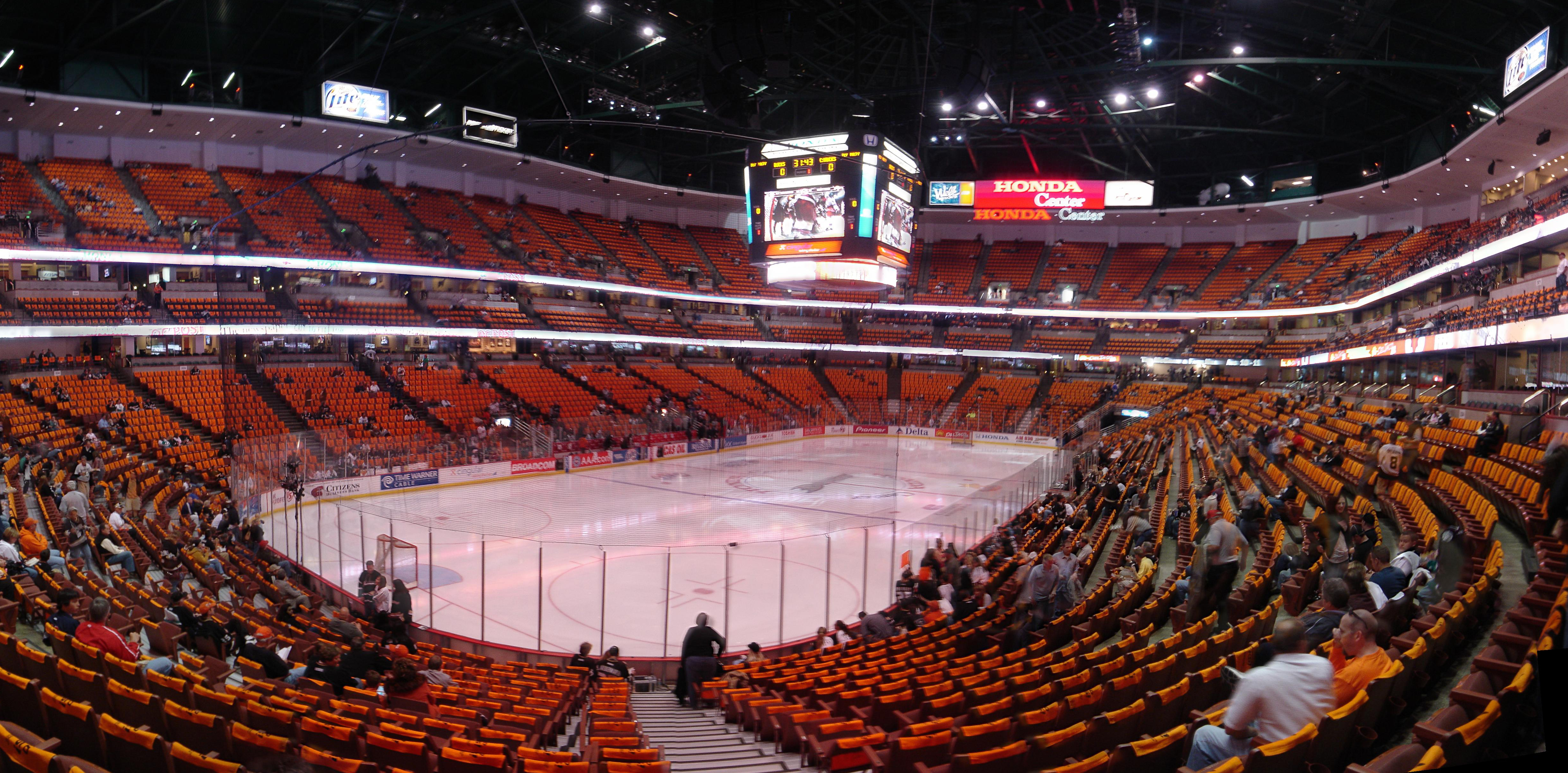
Innenraum-Panorama des Honda Center

In der darauffolgenden Spielzeit 2003/04 folgte wieder ein Rückschritt. Mit 76 Punkten belegten die Ducks den vierten Rang in der Pacific Division, was nicht zum Einzug in die Endrunde ausreichte. Auch die erfahrenen Angreifer Sergei Fjodorow, Václav Prospal, Petr Sýkora und Steve Rucchin konnten den Einzug in die Endrunde nicht bewerkstelligen. Die Spielzeit 2004/05 wurde aufgrund eines mehrmonatigen Streiks komplett abgesagt.
Vor Beginn der Saison 2005/06 gelangen den Ducks mit Scott Niedermayer und Teemu Selänne, die beide als Free Agents einen Vertrag unterschrieben, zwei namhafte und wichtige Verstärkungen. Zu den besten Spielern der Saison zählten neben Selänne und Niedermayer auch Andy McDonald und Joffrey Lupul, die alle über 50 Punkte erzielten. Während der regulären Spielzeit erreichten die Ducks 98 Punkte, womit sie sich erstmals seit drei Jahren wieder für die Play-offs qualifizieren konnten. Die erste Playoff-Runde bestritten die Ducks gegen die Calgary Flames, die sie knapp in sieben Partien besiegten. In den Conference Halbfinale schlugen die Ducks die Colorado Avalanche bereits nach vier Spielen. Der nächste Gegner, die Edmonton Oilers, erwies sich als zu stark. Die Ducks gewannen nur eine Partie und verloren die Serie in fünf Spielen. Torhüter Ilja Brysgalow, der Giguère vorübergehend verdrängte, erreichte während der Play-offs eine Fangquote von 94,4 %, womit er die beste Fangquote aller Torhüter der Play-offs erreichte.
Aufgrund der sinkenden Zuschauerzahlen entschloss sich der Disney-Konzern im Februar 2005 zum Verkauf des Clubs an den Milliardär Henry Samueli, einem in Anaheim ansässigen Gönner der Stadt, der auch schon den Arrowhead Pond of Anaheim (seit Oktober 2006 Honda Center) verwaltete. Im Zuge dieses Verkaufs wurde der Franchise-Name zur Saison 2006/07 in Anaheim Ducks geändert. Das neue Logo und die neuen Trikots wurden am 22. Juni 2006 im Honda Center von Todd Marchant und Corey Perry vorgestellt.

### Stanley-Cup-Sieg und Folgezeit unter Carlyle (2006–2011)
Zu Beginn der Verpflichtungsphase für sogenannte Free Agents im Juli 2006 gab das Management der Anaheim Ducks ein weitreichendes Transfergeschäft mit den Edmonton Oilers bekannt. Der erfahrene All-Star-Verteidiger Chris Pronger wechselte im Austausch für Joffrey Lupul, Ladislav Šmíd und zwei Erstrunden-Wahlrechten im NHL Entry Draft 2007 und NHL Entry Draft 2008 sowie einem Zweitrunden-Wahlrecht im NHL Entry Draft 2008 nach Anaheim.

Brian Burke hatte dank einiger bedeutender Transfergeschäfte maßgeblichen Anteil am ersten Stanley-Cup-Gewinn

In der sich anschließenden Saison 2006/07 gelang den Ducks gleich zum Start einen neuen NHL-Rekord aufzustellen. Die Mannschaft blieb in den ersten 16 Spielen hintereinander in der regulären Spielzeit unbesiegt und brach damit den alten Rekord der Edmonton Oilers aus der Spielzeit 1984/85 um eine Partie. Mit 110 Punkten, 48 Siegen und 257 geschossenen Toren stellten die Ducks zusätzlich drei neue Franchise-Rekorde auf und gewannen außerdem erstmals den Titel der Pacific Division. In der ersten Playoff-Runde gewann Anaheim mit 4:1-Siegen gegen die Minnesota Wild. Die zweite Runde wurde ebenfalls mit 4:1-Siegen gegen die Vancouver Canucks gewonnen. Vor allem Anaheims Verteidiger-Duo Chris Pronger und Scott Niedermayer sowie Torhüter Jean-Sébastien Giguère waren ausschlaggebend für das Erreichen des Western-Conference-Finales. Im Western-Conference-Finale setzten sie sich schließlich mit 4:2-Siegen gegen die Detroit Red Wings durch. In spielerischer Hinsicht dominierte Detroit die Serie weitgehend. Anaheim gestaltete die Serie bis zum vierten Spiel ausgeglichen, ehe die Mannschaft im fünften Spiel in Detroit die Serie in der Overtime zu ihren Gunsten drehen konnte. Somit zogen die Ducks zum zweiten Mal nach 2003 ins Stanley-Cup-Finale ein. Bei ihrer zweiten Stanley-Cup-Teilnahme trafen sie auf die Ottawa Senators. Sie schlugen die Ottawa Senators mit 4:1-Siegen und gewannen damit erstmals den Stanley Cup. Scott Niedermayer wurde außerdem als wertvollster Akteur der Endrunde ausgezeichnet. Die Anaheim Ducks waren das erste Team aus Kalifornien, das den Stanley Cup gewann.
| Stanley-Cup-Sieger 2007 | Torhüter: Ilja Brysgalow, Jean-Sébastien Giguère Verteidiger: François Beauchemin, Joe DiPenta, Kent Huskins, Richard Jackman, Scott Niedermayer (C), Sean O’Donnell, Chris Pronger (A) Angreifer: Ryan Carter, Ryan Getzlaf, Chris Kunitz, Andy McDonald, Todd Marchant, Brad May, Drew Miller, Travis Moen, Joe Motzko, Rob Niedermayer (A), Samuel Påhlsson, George Parros, Dustin Penner, Corey Perry, Teemu Selänne, Ryan Shannon, Shawn Thornton Cheftrainer: Randy Carlyle Assistenztrainer: Newell Brown, Dave Farrish General Manager: Brian Burke |

In der anschließenden Spielzeit 2007/08 waren die Erwartungen im Umfeld auf Grund des Gewinns der Meisterschaft im Vorjahr sehr hoch. Die Ducks, die sich in der regulären Saison 104 Punkte erspielten und somit als Vierter der Western Conference in die Playoffs starteten, trafen in der ersten Runde auf die Dallas Stars. Gegen die Stars verlor der Klub in einer Best-of-Seven-Serie mit 2:4-Siegen und schied als amtierender Meister in der ersten Runde aus. In der Saison 2008/09 wurde Anaheim Achter in der Western-Conference und spielte gegen den Ersten, die San Jose Sharks. Die Ducks gewannen die Serie mit 4:2-Siegen und zogen ins Halbfinale ein, wo sie auf die Detroit Red Wings, den Zweitplatzierten der regulären Saison, trafen. Die Ducks verloren das siebte Spiel und damit die Serie mit 3:4 und schieden aus den Play-offs aus.
Zu Beginn der Saison 2009/10 änderte sich die Teamzusammensetzung zwar nur geringfügig, dafür aber entscheidend. Chris Pronger wurde, aufgrund der daraus entstandenen Überschreitung der Salary Cap, zu den Philadelphia Flyers transferiert und Anaheim dementsprechend entschädigt. Am 31. Januar 2010 wurde ein weitreichender Tauschhandel mit den Toronto Maple Leafs vollzogen. Die Kalifornier gaben den langjährigen Stammtorhüter Jean-Sébastien Giguère ab, im Gegenzug erhielten die Ducks den finnischen Torwart Vesa Toskala und den Angreifer Jason Blake von den Leafs.
Obwohl die Südkalifornier in der Spielzeit 2009/10 eine positive Schlussbilanz mit 39 Siegen und 32 Niederlagen aufwiesen, wurden die Playoffs erstmals seit 2004 nicht erreicht. Im Juni 2010 erklärte Kapitän Scott Niedermayer seine Spielerkarriere für beendet. Um die dadurch entstandene Lücke zu schließen, wurde Abwehrspieler Toni Lydman als Free Agent verpflichtet. Bobby Ryan unterschrieb im September 2010 einen neuen Kontrakt für weitere fünf Jahre in Anaheim. Lydman fügte sich in seiner Debütsaison in Anaheim hervorragend ein und bildete gemeinsam mit Ľubomír Višňovský ein Verteidigerduo. Während Lydman mit einer Plus/Minus-Bilanz von + 32 den zweitbesten Wert in der Franchise-Geschichte erreichte (gemeinsam mit Ryan Getzlaf in der Saison 2007/08), brach Višňovský mit 18 Toren Fredrik Olaussons Rekord für die meisten Saisontore eines Verteidigers der Ducks (16 Tore in der Saison 1998/99) und beendete die reguläre Saison mit 68 Punkten, der besten Wert während dieser Spielzeit in der NHL, und verpasste es nur um einen Punkt Scott Niedermayers Punkterekord zu egalisieren.

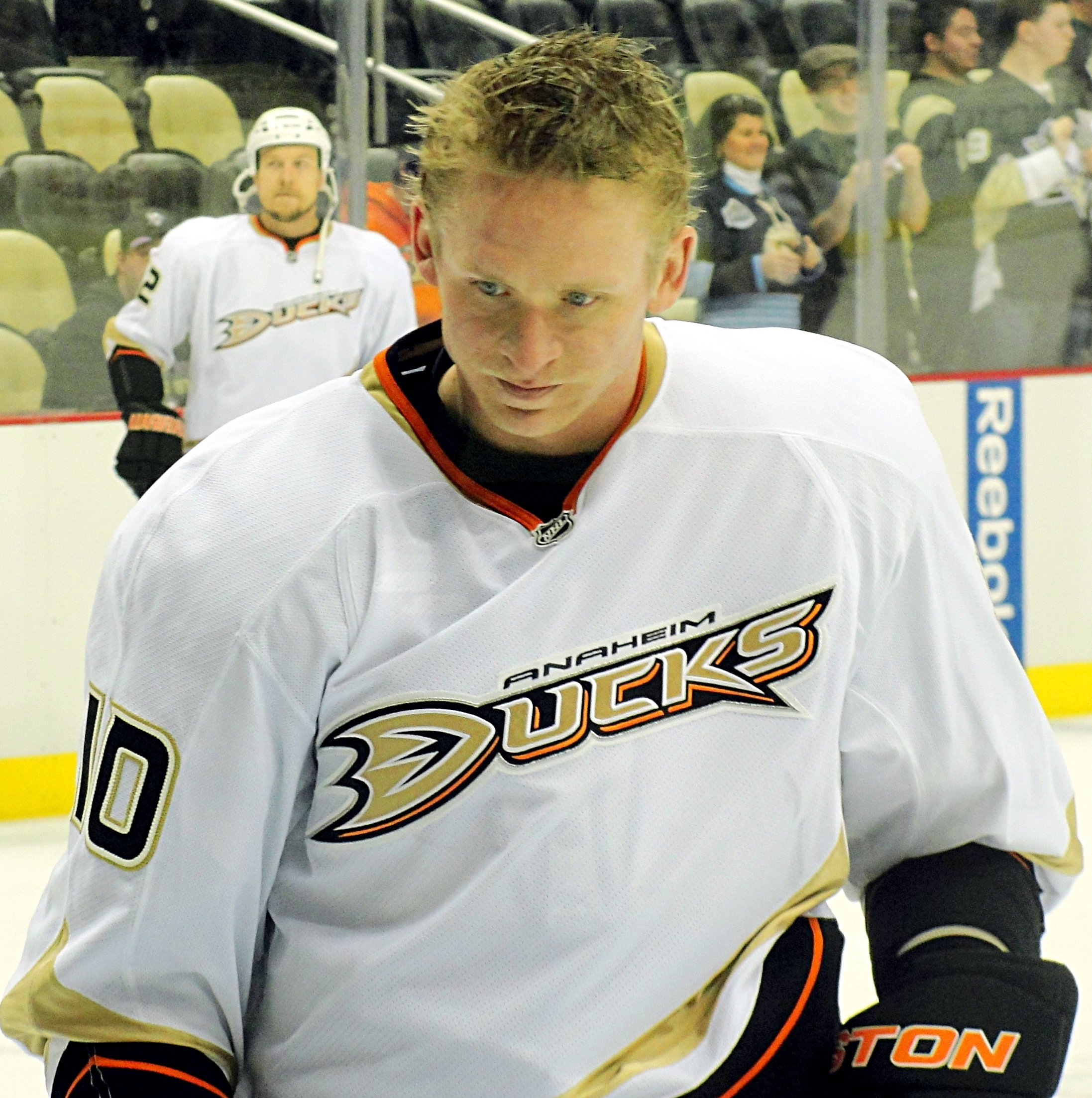
Corey Perry gewann 2011 als erster Spieler der Franchise-Geschichte mehrere individuelle Auszeichnungen in einer Saison.

Corey Perry erreichte als dritter Spieler der Franchise-Geschichte die Marke von 50 Saisontoren und gewann die Maurice ‚Rocket‘ Richard Trophy als bester Torschütze. Außerdem sicherte sich Perry ebenfalls die Hart Memorial Trophy als wertvollster Spieler der regulären Saison, was zuvor noch keinem Akteur in der Franchise-Historie gelungen war. Neben der ersten Angriffsreihe um Ryan, Getzlaf und Perry erwies sich auch die zweite Reihe um die erfahrenen Blake, Koivu und Selänne als ausschlaggebend, dass die Kalifornier nach einem Jahr Abstinenz wieder den Einzug in die Endrunde schafften. Jonas Hiller war im Saisonverlauf überwiegend als Stammtorhüter zum Einsatz gekommen und überzeugte durch eine Fangquote von 92,4 Prozent, bevor er verletzungsbedingt aussetzen musste und bei seiner Rückkehr patzte. Gegen Saisonende wurde Hiller durch Dan Ellis und Ray Emery abgelöst, die beide durch konstante Leistungen überzeugten. In den Playoffs scheiterten die Kalifornier in der ersten Runde in sechs Begegnungen gegen die Nashville Predators, die ihrerseits erstmals in die zweite Runde einzogen.
Während der Free-Agent-Periode im Juli 2011 erwarben die Kalifornier in einem Tauschhandel den Center Andrew Cogliano für ein Zweitrunden-Wahlrecht von den Edmonton Oilers, nachdem Todd Marchant zwei Wochen zuvor seinen Rücktritt vom aktiven Eishockeysport erklärt hatte. Am 7. September 2011 verunglückte der langjährige Ducks-Verteidiger Ruslan Salej beim Flugzeugabsturz in Tunoschna bei Jaroslawl tödlich. In der Folge entschied das Management den Verteidiger im Verlauf der Saison 2011/12 mit einem Patch auf dem Trikot in einer limitierten Edition mit der Nummer 24 zu ehren, den die Spieler auf allen drei Trikots tragen. Der Start in die Spielzeit 2011/12 verlief zunächst durchschnittlich, anschließend ließen insbesondere unbefriedigende Leistungen in den Monaten November und Dezember 2011 die Mannschaft außerhalb der Playoff-Ränge fallen. Als Schwachpunkt des Teams galt beispielsweise die zu starke Abhängigkeit von Leistungsträgern der ersten und zweiten Reihe.

### Getzlaf, Perry etc., Boudreau übernimmt (seit 2011)
Nachdem Cheftrainer Randy Carlyle im Verlauf des Dezembers 2011 entlassen worden war, gelang es der Mannschaft bis zum Saisonende unter Bruce Boudreau eine positive Gesamtbilanz aufzuweisen. Dies reichte jedoch nicht aus, um die Playoffs zu erreichen. Erfolgreichste Punktesammler waren erneut Teemu Selänne und Corey Perry mit 66 bzw. 60 Punkten.
Die Ducks starteten ausgezeichnet in die aufgrund eines NHL-Lockouts verkürzten Saison 2012/13 und legten mit sieben Siegen, einer Niederlage und einer Overtime-Niederlage in den ersten neun Spielen den besten Saisonstart der Vereinsgeschichte hin. Insbesondere die Free-Agent-Verpflichtungen Sheldon Souray, Daniel Winnik und Viktor Fasth waren entscheidend an diesem Erfolg beteiligt. Vor Saisonbeginn war der ehemalige All-Star-Verteidiger der Kalifornier, Scott Niedermayer, zum Assistenztrainer des Teams ernannt worden. Am 18. März 2013 stellten die Anaheim Ducks mit einem 5:3-Heimsieg über die San Jose Sharks, welcher gleichbedeutend mit dem rekordbringenden zwölften Heimerfolg in Serie war, einen weiteren Franchise-Rekord auf. Kurz zuvor waren die beiden elementaren Leistungsträger des Teams, Mannschaftskapitän Ryan Getzlaf und Flügelstürmer Corey Perry, mit neuen langfristigen Verträgen ausgestattet worden. Beide unterzeichneten jeweils für weitere acht Jahre in Anaheim. Am 23. April 2013 gewannen die Ducks 3:0 in Edmonton, nachdem sie bereits am Vortag 3:1 ebenda gewonnen hatten, und sicherten sich damit den Pacific-Division-Titel und den zweiten Platz in der Western Conference. Die besten Spieler der regulären Saison waren Ryan Getzlaf, Corey Perry und François Beauchemin, sowie das starke Torhütertandem Jonas Hiller und Viktor Fasth. In der Endrunde erfolgte – ungeachtet des erfolgreichen Abschneidens in der regulären Saison – das Ausscheiden in der ersten Runde mit 3:4-Siegen gegen die Detroit Red Wings.
Im Juli 2013 wurde der langjährige Flügelstürmer Bobby Ryan im Austausch für Jakob Silfverberg, Stefan Noesen und einem Erstrunden-Wahlrecht im NHL Entry Draft 2014 zu den Ottawa Senators transferiert. Als Free Agents wurden unter anderem Verteidiger Mark Fistric und Flügelspieler Dustin Penner verpflichtet, während Toni Lydman keinen neuen Vertrag erhielt. Außerdem unterzeichnete Altstar Teemu Selänne erneut einen Kontrakt für eine weitere Spielzeit. Kurz vor Saisonstart kam aus Washington Center Mathieu Perreault hinzu. Bereits vor der Saison verletzte sich Verteidiger Sheldon Souray schwer und fiel daraufhin für die komplette folgende Saison aus.
Nachdem die Kalifornier mit einer 1:6-Niederlage gegen die Colorado Avalanche in die Saison 2013/14 gestartet waren, gelang dem Team daraufhin sieben Siege in Folge. Mit zehn gewonnenen Partien in Serie (6. bis 28. Dezember 2013) wurde außerdem ein neuer Franchise-Rekord aufgestellt. Zwischenzeitlich gewannen die Ducks 18 von 19 Spielen in Folge, was zuvor einzig in der Saison 1967/68 den Montréal Canadiens gelungen war. Ein weiterer Franchise-Rekord stellte das Team auf, als es in den ersten 22 Heimspielen der Saison im Honda Center in der regulären Spielzeit unbesiegt geblieben war. Kurz vor der Trade Deadline wurden Stürmer Dustin Penner und Torwart Viktor Fasth abgegeben, während Stéphane Robidas aus Dallas zum Team stieß. Ein historischer Sieg gelang am 31. März 2014 im Heimspiel gegen die Winnipeg Jets. Die Ducks gewannen die Partie nach einem zwischenzeitlichen 0:4-Rückstand mit 5:4 in der Overtime.
Die Ducks zählten während der gesamten Saison zu den erfolgreichsten Teams der Liga und stellten schließlich mit 54 Siegen in der Regular Season, 116 Punkten und den zweitmeisten Punkten der gesamten Liga neue Franchise-Rekorde auf. Im Rennen um die Presidents’ Trophy unterlagen sie lediglich knapp den Boston Bruins (117 Punkte). Sie sicherten sich den zweiten Pacific-Division-Titel in Folge. In der ersten Playoff-Runde besiegte Anaheim die Dallas Stars mit 4:2-Siegen, ehe sie im Conference-Halbfinale in sieben Partien dem späteren Stanley-Cup-Sieger Los Angeles Kings unterlagen.
Zum Saisonende wurde Corey Perry ins First- und Ryan Getzlaf ins Second All-Star Team gewählt. Der dänische Rookie-Torwart Frederik Andersen machte im Saisonverlauf mit überzeugenden Leistungen auf sich aufmerksam, sodass der bisherige Stammtorwart Jonas Hiller keinen neuen Vertrag erhielt und im Sommer 2014 Kalifornien verließ. Mannschaftskapitän Ryan Getzlaf wurde bei den NHL Awards in Las Vegas gleich in drei Kategorien als Finalist nominiert: die Hart Memorial Trophy und den Ted Lindsay Award für den wertvollsten Spieler während der regulären Saison und den Mark Messier Leadership Award für denjenigen Spieler, der durch Führungsqualitäten herausragt. Schließlich gelang es ihm jedoch nicht, sich einen der Auszeichnungen zu sichern. Anaheim’s General Manager Bob Murray gewann die Auszeichnung als General Manager des Jahres. Neben Torwart Andersen wurde auch Verteidiger Hampus Lindholm ins All-Rookie Team der Liga gewählt.
Im Juni 2014 erwarben die Ducks den US-amerikanischen Center Ryan Kesler von den Vancouver Canucks inklusive eines Drittrunden-Wahlrechts für den NHL Entry Draft 2015. Im Gegenzug wechselten Nick Bonino, Luca Sbisa sowie das Erst- und Drittrunden-Wahlrecht der Ducks für den NHL Entry Draft 2014, der direkt am Tag des Transfers stattfand, nach Vancouver. Zum Saisonende 2013/14 beendete der finnische Alt-Star Teemu Selänne, welcher zahlreiche Franchise-Rekorde hält, seine aktive Karriere. Ebenso erhielt Saku Koivu keinen neuen Kontrakt.
Nachdem das Team Mitte der 2010er Jahre fünfmal in Folge die Pacific Division gewonnen und zweimal das Conference-Finale der Playoffs erreicht hatte, verpasste man in der Saison 2018/19 erstmals wieder die Playoffs. Anschließend wurde ein größerer personeller Umbruch eingeleitet, so verließen in der Folge unter anderem Perry, Rickard Rakell, Hampus Lindholm und durch sein Karriereende 2022 schließlich auch Getzlaf das Team.

## Spielstätten

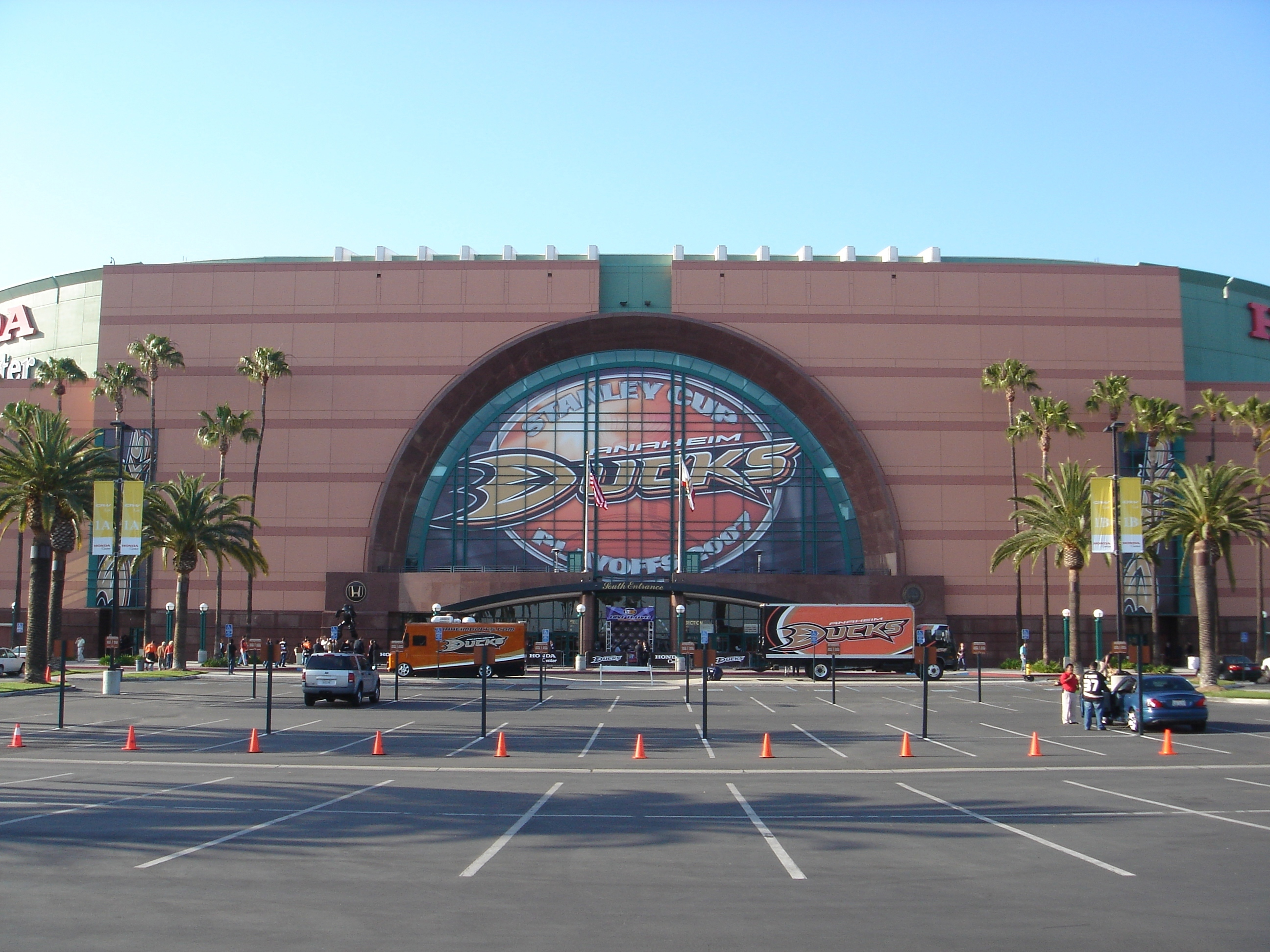
Die Außenfassade des Honda Center

Die Ducks tragen ihre Heimspiele seit ihrer Gründung im Honda Center, einer 17.174 Zuschauer fassenden Multifunktionsarena, aus. Die 123 Millionen $ teure Arena wurde am 19. Juni 1993 nach 2-jähriger Bauzeit mit einem ausverkauften Konzert von Barry Manilow eröffnet. Nach der Fertigstellung der Anaheim Arena, die der Stadt Anaheim gehört, sicherte sich die Arrowhead Mountain Spring Water Company die Namensrechte. Bis Ende Mai 2006 trug die Anaheim Arena den Namen Arrowhead Pond of Anaheim. Im Oktober 2006 kaufte Honda die Namensrechte an der Arena und gab ihr ihren aktuellen Namen. Die Namensrechte für die Arena hielt das Unternehmen zunächst bis 2021 und zahlt für die gesamte Dauer von 15 Jahren 60 Millionen US-Dollar. Im Jahr 2020 wurde der Sponsoringvertrag vorzeitig für weitere 10 Jahre bis 2031 verlängert.

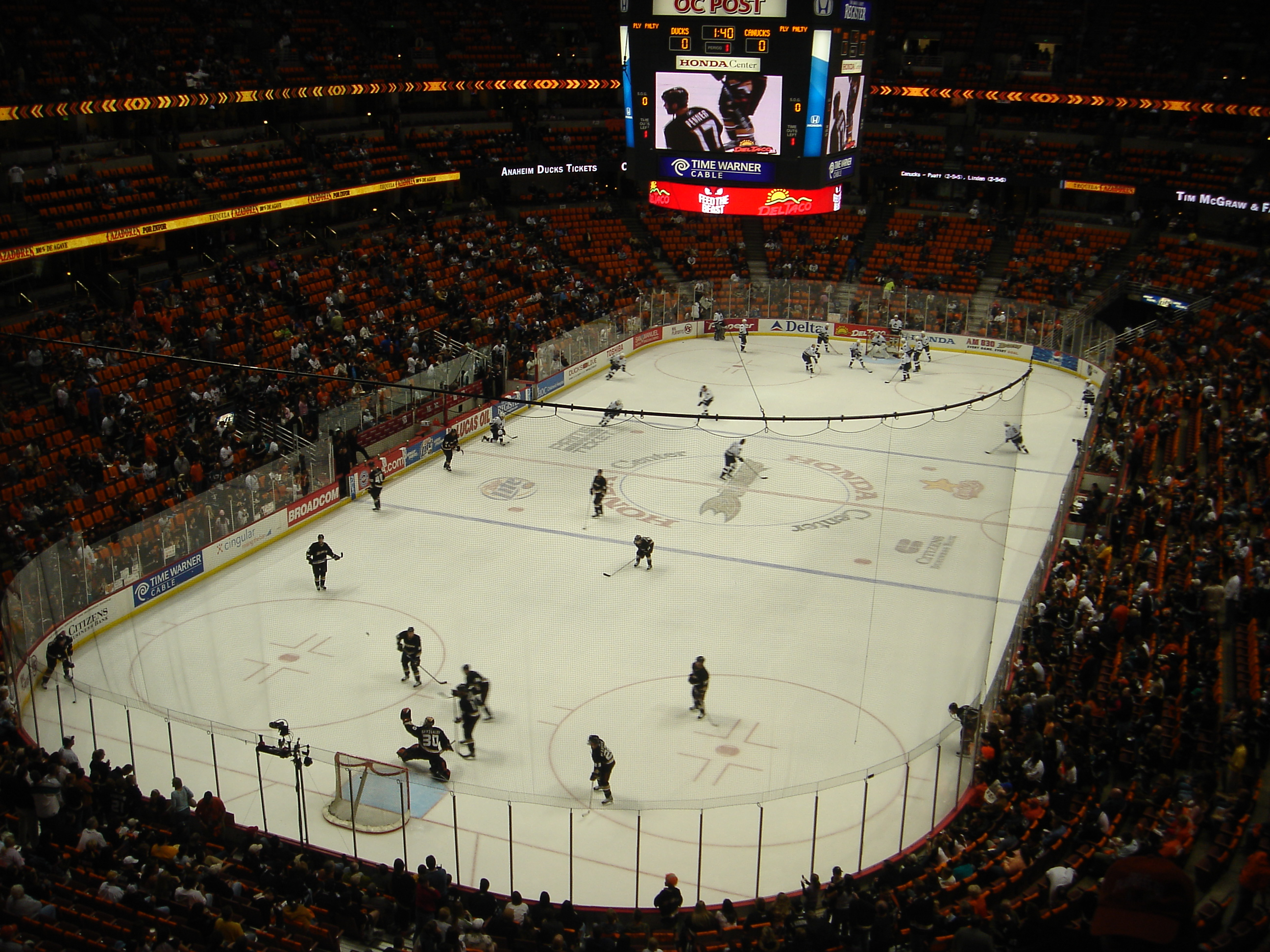
Innenansicht vor einem Eishockeyspiel

Die beträchtliche Wertsteigerung der Franchise im Jahre 2013 (ca. 300 Mio., 2012 lediglich 192 Mio.) war insbesondere auf die Modernisierung und des Ausbaus des Honda Center zurückzuführen. Die Besitzer Henry und Susan Samueli ließen eine Gaststätte, einen neuen Team-Shop und einen neuen Eingangsbereich zur Arena errichten. Im Honda Center wurden außerdem über 500 HD Monitore installiert. Freies Wi-Fi wurde ebenfalls verfügbar.
Von 1994 bis 1998 spielte dort auch das NBA-Basketballteam der Los Angeles Clippers. Weitere Teams, welche die Arena als Heimspielstätte benutzten, waren unter anderem die Anaheim Bullfrogs (1993–1997) aus der Roller Hockey International, die Anaheim Splash (1994–1997) aus der Continental Indoor Soccer League, die Anaheim Piranhas (1996–1997) aus der Arena Football League und die Anaheim Storm (2003–2005) aus der National Lacrosse League. Außerdem dient die Multifunktionsarena als Austragungsort diverser Veranstaltungen, unter anderem Konzerten und Wrestling-Shows.

### Zuschauerzahlen
| Saison    | Heim- spiele | Zuschauer- zahl | Zuschauer- schnitt | Auslastung | Ausver- käufe |
| 1993/94   | 41           | 694.458         | 16.938             | 098,6 %    | 27            |
| 1994/951  | 24           | 412.176         | 17.174             | 100,0 %    | 24            |
| 1995/96   | 41           | 703.355         | 17.155             | 099,9 %    | 38            |
| 1996/97   | 41           | 696.057         | 16.977             | 098,9 %    | 28            |
| 1997/98   | 41           | 693.228         | 16.908             | 098,5 %    | 25            |
| 1998/99   | 40           | 632.160         | 15.804             | 092,0 %    | 9             |
| 1999/2000 | 41           | 592.901         | 14.461             | 084,2 %    | 8             |
| 2000/01   | 41           | 553.992         | 13.512             | 078,7 %    | 3             |
| 2001/02   | 41           | 477.486         | 11.646             | 067,8 %    | 3             |
| 2002/03   | 41           | 573.508         | 13.988             | 081,4 %    | 7             |
| 2003/04   | 41           | 614.508         | 14.988             | 087,3 %    | 11            |
| 2004/052  | —            | —               | —                  | —          | –             |
| 2005/06   | 41           | 619.346         | 15.106             | 088,0 %    | 12            |
| 2006/07   | 41           | 670.883         | 16.363             | 095,3 %    | 25            |
| 2007/08   | 41           | 704.913         | 17.193             | 100,0 %    | 40            |
| 2008/09   | 41           | 696.590         | 16.990             | 099,0 %    | 20            |
| 2009/10   | 41           | 621.903         | 15.168             | 088,3 %    | 1             |
| 2010/11   | 41           | 604.283         | 14.738             | 085,8 %    | 5             |
| 2011/12   | 41           | 605.171         | 14.760             | 085,8 %    | 9             |
| 2012/133  | 24           | 381.308         | 15.887             | 092,5 %    | 10            |
| 2013/14   | 41           | 675.248         | 16.469             | 095,9 %    | 26            |
| 2014/15   | 41           | 669.448         | 16.328             | 095,1 %    | 24            |
| 2015/16   | 41           | 669.805         | 16.336             | 095,1 %    | 15            |
| 2016/17   | 41           | 653.632         | 15.942             | 092,8 %    | 11            |
| 2017/18   | 41           | 682.060         | 16.635             | 096,9 %    |               |

1 Saison wegen des NHL-Lockout 1994/95 verkürzt
2 Saison wegen des NHL-Lockout 2004/05 ausgefallen
3 Saison wegen des NHL-Lockout 2012/13 verkürzt
In der Anfangszeit ihres Bestehens profitierten die Kalifornier von einem großen Zuschauerzuspruch und Loyalität ihrer Fangemeinde, sodass in den ersten vier Jahren im Arrowhead Pond of Anaheim jeweils eine Zuschauerauslastung von nahezu 100 Prozent verbucht wurde. In der Premierensaison wurden insgesamt über 12.000 Dauerkarten verkauft und über 40 Luxus-Suiten besetzt, es folgte eine Serie von 24 ausverkauften NHL-Spielen in Folge. Zwischen 1997 und 2000 sanken die Zuschauerzahlen im Arrowhead Pond of Anaheim von durchschnittlich 16.908 in der Saison 1997/98 auf 14.461 in der Spielzeit 1999/2000. In den folgenden zwei Jahren sank die Auslastung weiter, sie betrug in der Spielzeit 2001/02 bei durchschnittlich 11.646 Zuschauern nur 68 Prozent. Zur Saison 2002/03 stieg der Schnitt erstmals wieder auf 13.988 Zuschauer.
Die Gründe für die zurückgehende Zuschauerresonanz zwischen 1998 und 2002 lagen vor allem an den unbefriedigenden sportlichen Resultaten, als drei Mal in Folge die Qualifikation für die Endrunde nicht erreicht wurde.
Nach dem Ausfall der Saison 2004/05 erholten sich die Zuschauerzahlen und die Auslastung stieg deutlich an. In der Saison 2006/07 waren mit 16.363 Zuschauern pro Spiel 95 Prozent aller Plätze verkauft. In der Saison 2008/09 sahen durchschnittlich 16.990 Zuschauer im Honda Center die Spiele der Ducks. Die folgende Spielzeit 2009/10 war aufgrund der letztlich verpassten Qualifikation für die Play-offs und dem gesunkenen Zuschauerinteresse von einem starken Rückgang der Besucherzahlen geprägt. Auch in der darauffolgenden Spielzeit sank der Zuschauerschnitt abermals und mit lediglich 14.738 Zuschauern belegten die Kalifornier den 26. und fünftletzten Rang innerhalb der NHL. In den drei Playoffspielen gegen die Nashville Predators war das Honda Center dagegen ausverkauft.
Bis zum Saisonende 2012/13 verbuchten die Kalifornier 305 ausverkaufte Partien im Honda Center. Die Anaheim Ducks halten einen vereinsinternen Rekord mit 78 ausverkauften NHL-Spielen in Folge; im Zeitraum von 2006 bis 2008 (63 Regular-Season-Spiele und 15 Playoff-Partien).
Eine Eintrittskarte kostete in der Saison 2008/09 im Schnitt 44 US-Dollar und stieg damit im Vergleich zum Vorjahr um drei Dollar. Während der Saison 2009/10 blieben die durchschnittlichen Eintrittspreise unverändert. In der Spielzeit 2013/14 beliefen sich die Kosten für ein Heimspiel im Honda Center durchschnittlich auf 50 US-Dollar. Im ligainternen Vergleich sind Tickets in Anaheim relativ günstig zu erwerben, während insbesondere der Markt in Toronto, Chicago und Montreal als Hochpreisinsel gilt.

## Besitzer und Farmteams
Die Besitzer des Franchises sind seit Juni 2005 der Milliardär und Broadcom-Gründer Henry Samueli und seine Frau Susan. Sie ließen sich den Kauf der kalifornischen Franchise rund 70 Millionen US-Dollar kosten. Zuvor gehörte das Team zum Besitz der Walt Disney Company. Durch den Besitzerwechsel änderten sich 2006 sowohl der Name von Mighty Ducks of Anaheim in den heutigen Namen, als auch die Teamfarben.
| Saison          | Farmteam                | Liga |
| 1993/94–1994/95 | San Diego Gulls         | IHL  |
| 1993/94–1994/95 | Greensboro Monarchs     | ECHL |
| 1995/96         | Raleigh IceCaps         | ECHL |
| 1995/96–1996/97 | Baltimore Bandits       | AHL  |
| 1996/97–1997/98 | Fort Wayne Komets       | IHL  |
| 1996/97–1997/98 | Long Beach Ice Dogs     | ECHL |
| 1997/98–2004/05 | Cincinnati Mighty Ducks | AHL  |
| 1998/99         | Huntington Blizzard     | ECHL |
| 2004/05         | San Diego Gulls         | ECHL |
| 2005/06–2007/08 | Portland Pirates        | AHL  |

| Saison          | Farmteam            | Liga |
| 2005/06–2007/08 | Augusta Lynx        | ECHL |
| 2008/09         | Iowa Chops          | AHL  |
| 2008/09–2009/10 | Bakersfield Condors | ECHL |
| 2009/10         | San Antonio Rampage | AHL  |
| 2010/11–2011/12 | Syracuse Crunch     | AHL  |
| 2010/11–2011/12 | Elmira Jackals      | ECHL |
| 2012/13–2014/15 | Norfolk Admirals    | AHL  |
| 2012/13         | Fort Wayne Komets   | ECHL |
| 2013/14–2017/18 | Utah Grizzlies      | ECHL |
| seit 2015/16    | San Diego Gulls     | AHL  |
| seit 2020/21    | Tulsa Oilers        | ECHL |

Wie alle NHL-Teams unterhalten die Anaheim Ducks mehrere Farmteams in unterklassigen Ligen. Die für das Franchise bedeutendste Kooperation unterhalten die Ducks seit der Saison 2015/16 mit den San Diego Gulls aus der American Hockey League, die in San Diego im US-Bundesstaat Kalifornien beheimatet sind. Dort haben unter anderem junge Nachwuchsspieler, die im Ducks-Franchise unter Vertrag stehen und sich für die NHL empfehlen wollen, die Möglichkeit Spielpraxis zu sammeln.
Die American Hockey League ist als Minor League der Klasse AAA und somit der höchstmöglichen Spielklasse unterhalb der NHL deklariert. Zuvor arbeiteten die Ducks auf dieser Stufe bereits mit den San Diego Gulls und Fort Wayne Komets aus der International Hockey League sowie den Baltimore Bandits, Cincinnati Mighty Ducks, Portland Pirates, Iowa Chops, San Antonio Rampage, Syracuse Crunch und Norfolk Admirals aus der AHL zusammen. Des Weiteren gab es zahlreiche Kooperationen mit Teams aus der ECHL bzw. East Coast Hockey League. Mit Beginn der Saison 2020/21 sind dies die Tulsa Oilers.

## Wirtschaftliche Entwicklung
| Saison    | Wert                      | Umsatz                    | Gewinn/Verlust            |
| 1997/98   | 109                       | 49,6                      | +6,3                      |
| 1998/99   | 117                       | 46,7                      | −4,4                      |
| 1999/2000 | 116                       | 48,1                      | −7,5                      |
| 2000/01   | 118                       | 49,0                      | −5,5                      |
| 2001/02   | 111                       | 48,0                      | −13,7                     |
| 2002/03   | 112                       | 59,0                      | −10,8                     |
| 2003/04   | 108                       | 54,0                      | −22,4                     |
| 2004/05   | keine Daten wegen Lockout | keine Daten wegen Lockout | keine Daten wegen Lockout |
| 2005/06   | 157                       | 75,0                      | −0,2                      |
| 2006/07   | 197                       | 89,0                      | +6,6                      |
| 2007/08   | 202                       | 90,0                      | +1,0                      |
| 2008/09   | 206                       | 94,0                      | +4,8                      |
| 2009/10   | 188                       | 85,0                      | −5,2                      |
| 2010/11   | 184                       | 84,0                      | −8,8                      |
| 2011/12   | 192                       | 91,0                      | −10,8                     |
| 2012/13   | 300                       | 73,0                      | −3,9                      |
| 2013/14   | 365                       | 107,0                     | −3,7                      |
| 2014/15   | 400                       | 122,0                     | −0,8                      |
| 2015/16   | 415                       | 121,0                     | −1,2                      |
| 2016/17   | 460                       | 136,0                     | −2,6                      |
| 2017/18   | 460                       | 134,0                     | −2,3                      |
| 2018/19   | 480                       | 137,0                     | −3,1                      |

* Alle Angaben in Millionen US-Dollar
Während der Saison 1997/98 erwirtschafteten die Ducks Einnahmen in Höhe von 49,6 Millionen US-Dollar und konnten am Ende der Saison einen Gewinn von 6,3 Millionen US-Dollar verbuchen. In den folgenden Jahren blieb der Umsatz konstant, aber die Personalkosten stiegen deutlich an. Deshalb stand in den Geschäftsbüchern im Spieljahr 1999/2000 ein Verlust von 7,5 Millionen US-Dollar. In der Saison 2001/02 erhöhte sich der Verlust auf 13,7 Millionen US-Dollar, ehe im Jahr darauf am Ende, trotz einer Umsatzsteigerung von 48 auf 59 Millionen US-Dollar, ein Verlust von 10,8 Millionen US-Dollar verzeichnet wurde.
Die Gründe für die finanziellen Einbußen zwischen 1998 und 2004 lagen vor allem an den inzwischen markant gestiegenen Gehaltskosten und der zurückgehenden Zuschauerresonanz.
Die folgende Saison 2003/04 war wirtschaftlich ein weiterer Rückschlag, da ein Verlust von 22,4 Millionen US-Dollar verbucht wurde. Nachdem die Saison 2004/05 wegen eines Streiks hatte abgesagt werden müssen, konnte sich das Franchise im Jahr darauf auf wirtschaftlicher Ebene erholen und erzielte mit 75 Millionen US-Dollar einen neuen Rekordumsatz. Trotzdem schafften es die Ducks noch nicht wieder in die Gewinnzone, der Verlust betrug aber lediglich 200.000 US-Dollar. Die Spielzeit 2006/07 wurde sowohl sportlich als auch finanziell ein Erfolg. Der Umsatz stieg auf 89 Millionen und die Ducks erzielten erstmals im neuen Jahrtausend einen Gewinn. Das Franchise schloss die Saison mit 6,6 Millionen US-Dollar Gewinn. In der Saison 2008/09 erreichten die Ducks mit 94 Millionen US-Dollar einen neuen Rekordumsatz und schlossen die Saison mit einem Gewinn von 5 Millionen Dollar ab. In der folgenden Spielzeit ging sowohl der Wert des Franchise als auch der Umsatz zurück. Erstmals seit 2006 wurde das Geschäftsjahr mit einem Verlust abgeschlossen, weil die Mannschaft sportlich stagnierte und die Playoffs verpasst hatte. Dieser Trend hielt auch in der folgenden Spielzeit an, der Verlust belief sich auf etwa 8,8 Millionen Dollar.

### Wert des Franchise
Laut dem Forbes Magazine betrug der Wert des Franchise Ende des Jahres 2009 knapp 206 Millionen Dollar, bis zum Jahresende 2012 reduzierte sich der Marktwert jedoch auf 192 Millionen US-Dollar. Ende 2013 belegte das Franchise mit einem Gesamtwert von 300 Millionen ligaweit den 21. Rang, direkt hinter den New Jersey Devils (320 Mio.) und vor den Buffalo Sabres (250 Mio.). Führende waren die Toronto Maple Leafs mit einem Marktwert von 1,15 Milliarden, während die Columbus Blue Jackets mit 175 Millionen das Schlusslicht bildeten.
Der Wert des Teams betrug in der Saison 1998/99 117 Millionen US-Dollar. In den folgenden fünf Jahren blieb der Wert des Franchise weitgehend konstant. Im Jahr 2004 sank der Wert auf 108 Millionen US-Dollar. In der Saison 2005/06 stieg der Wert des Teams überdurchschnittlich stark und betrug 157 Millionen US-Dollar. Durch den Erfolg der folgenden Spielzeiten stieg der Wert innerhalb von vier Jahren um fast 32 Prozent auf 206 Millionen US-Dollar. Mit einer Wertsteigerung von knapp 76 Prozent vom Ende der Spielzeit 1998/99 bis zum Jahr 2009 hat sich das Franchise der Ducks besser entwickelt als der Durchschnitt der Liga, der bei 30 Prozent liegt.

### Spielergehälter
| Saison    | Ausgaben für Gehälter in Millionen US-Dollar |
| 1993/94   | 8,7                                          |
| 1994/95   | 13,2                                         |
| 1995/96   | 14,2                                         |
| 1996/97   | 16,3                                         |
| 1997/98   | 19,0                                         |
| 1998/99   | 30,5                                         |
| 1999/2000 | 35,1                                         |
| 2000/01   | 38,5                                         |
| 2001/02   | 36,9                                         |
| 2002/03   | 38,8                                         |
| 2003/04   | 54,4                                         |
| 2004/05   | keine Daten wegen Lockout                    |
| 2005/06   | ca. 38                                       |
| 2006/07   | ca. 43                                       |
| 2007/08   | ca. 53                                       |
| 2008/09   | ca. 50                                       |
| 2009/10   | ca. 54                                       |
| 2010/11   | ca. 54                                       |
| 2011/12   | ca. 63                                       |
| 2012/13   | ca. 39                                       |
| 2013/14   | ca. 64                                       |
| 2014/15   | ca. 67                                       |
| 2015/16   | ca. 67                                       |
| 2016/17   | ca. 80                                       |
| 2017/18   | ca. 78                                       |
| 2018/19   | ca. 80                                       |

Die Personalkosten für Spieler stiegen seit der ersten Saison der Anaheim Ducks im Jahr 1993 deutlich an, obwohl in dieser Zeit die meiste Anzahl von Spielern pro Saison eingesetzt wurde. Die Kalifornier starteten in ihre Premierenspielzeit mit Personalausgaben von 7,9 Millionen US-Dollar, was damals den geringsten Gehaltsausgaben eines NHL-Teams entsprach. Vergleichsweise preiswert ließen sich Akteure wie Torwart Guy Hebert (400.000 US-Dollar), Verteidiger Alexei Kassatonow (650.000 US-Dollar) und Stürmer Steven King (365.000 US-Dollar) vergüten, welche zuvor beim NHL Expansion Draft ausgewählt worden waren. Neben Verteidiger Kassatonow war Torhüter Ron Tugnutt der einzige Spieler, der mit mehr als 450.000 US-Dollar honoriert wurde. In ihrer Debütsaison stiegen die Gehaltskosten auf 8,7 Millionen US-Dollar, doch bereits zur Saison 1997/98 hatten sich die Gesamtgehälter mit einem Betrag von 19 Millionen US-Dollar mehr als verdoppelt. Die Ducks folgten damit einem Trend der gesamten Liga, in der die Spielergehälter immer weiter stiegen, besonders kurz vor Beginn des neuen Jahrtausends. Die Ausgaben für Gehälter stiegen zwischen 1997 und 2000 von 19 Millionen auf 38,5 Millionen US-Dollar. Die folgenden zwei Jahre hielten sich die Ausgaben konstant zwischen 36 und 39 Millionen US-Dollar.
Das änderte sich zu Beginn der Saison 2003/04, als die Gehaltskosten bei den Ducks stark anstiegen. Die Ducks gaben mit 54,4 Millionen US-Dollar fast 43 Prozent mehr aus als im Vorjahr, obwohl die Einnahmen sogar gesunken waren. Die NHL reagierte gegen den Trend mit den immer weiter steigenden Personalkosten. Während der abgesagten Saison 2004/05 führte die NHL eine Gehaltsobergrenze pro Team, eine sogenannte Salary Cap, von 39 Millionen US-Dollar ein, da zuvor die Kluft zwischen den reichen und ärmeren Franchises im größer geworden war, was dem sportlichen Wettbewerb in der Liga nicht zugutekam. Während des Spieljahres 2003/04 hatten die Detroit Red Wings mit 77,8 Millionen US-Dollar das höchste Budget, die Nashville Predators konnten mit 23,2 Millionen US-Dollar nicht mal ein Drittel davon in Spieler investieren und die Ducks gehörten zum Mittelfeld der Liga, was die Personalkosten anging.
In der Saison 2005/06 verfügten die Ducks über ein Budget von 38 Millionen US-Dollar. Die Ausgaben stiegen bis im Jahr 2008 auf 53 Millionen US-Dollar und betrugen zur Saison 2009/10 knapp 50 Millionen US-Dollar. Bis zum Jahresende stiegen die Gehaltsausgaben auf 54 Millionen, nachdem das Management den auslaufenden Vertrag mit Bobby Ryan verlängert hatte und sich seine Unterschrift geschätzte 25,5 Millionen US-Dollar für fünf Jahre hatte kosten lassen.
Seit der Gründung der Ducks erlebten die Spielergehälter in der NHL einen regelrechten Boom und stiegen seit 1993 um fast 300 Prozent. Die Gehälter bei den Anaheim Ducks stiegen seitdem sogar um über 600 Prozent, jedoch muss beachtet werden, dass sie in ihrer Premierensaison mit 8,7 Millionen US-Dollar eines der kleinsten der zur Verfügung stehenden Budgets aller Mannschaften hatten.

## Außendarstellung

### Logos
Das Logo der Ducks besteht aus einem stilisierten Schwimmfuß einer Ente, der den Buchstaben D des Wortes „Ducks“ bildet. Alle Buchstaben des Schriftzuges sind in Großbuchstaben gehalten. Der Text selbst ist goldfarben mit orangen und schwarzen Akzenten. Dies bewirkt ein dreidimensionales Aussehen. Das gesamte Logo ist wiederum weiß umrandet. Der Schriftzug Anaheim erscheint in kleineren Großbuchstaben über dem Namen des Teams.
Das alte Logo der Ducks vor der Namensänderung war eine Darstellung einer traditionellen Torwartmaske, die das Relief eines Entenschnabels besaß. Hinter der Maske waren zwei sich kreuzende Hockeyschläger, ein schwarzer Kreis und ein Dreieck zu sehen. Die Farbe des Dreiecks war entweder grün oder grau, je nach Verwendung des Logos.

Eines der Alternativ-Logos (2004–2006)
Aktuelles Logo der Anaheim Ducks (seit 2006)
Das Logo der Ducks zum Stanley-Cup-Sieg (2007)
Eines der Alternativ-Logos (seit 2006)

### Trikotdesign
Die Anaheim Ducks tragen seit der Namensänderung, die auch verbunden war mit der Wahl neuer Teamfarben, ein in schwarz gehaltenes Heimtrikot. Im unteren Bereich und an den Armen befinden sich jeweils ein goldfarbener, weißer und oranger Streifen, der diagonal verläuft. Die Brustpartie ist durch den Schriftzug des Teams geprägt. Zu Auswärtsspielen tragen die Ducks ein Trikot mit einer hellen Grundfarbe. Im Design des Heimtrikots ist das Trikot in weiß gehalten.
Von 2003 bis 2006 trugen die Ducks, wie es nach den Regeln der NHL vorgeschrieben ist, beim Heimspielen ein Trikot mit einer dunklen Grundfarbe. Von 1993 bis 2003 war dies das erste Auswärtstrikot des Teams. Bei Auswärtsspielen trugen die Anaheim Ducks zwischen 2003 und 2006 ein Trikot mit einer hellen Grundfarbe. Im Design des früheren Heimtrikots war das Trikot in weiß gehalten. Zudem waren die Trikots durch jadegrüne, auberginenähnliche, weiße und graue Farbtöne bestimmt. Die Brustpartie war durch das damalige Teamlogo geprägt.
Darüber hinaus gab es mehrere Alternativtrikots.

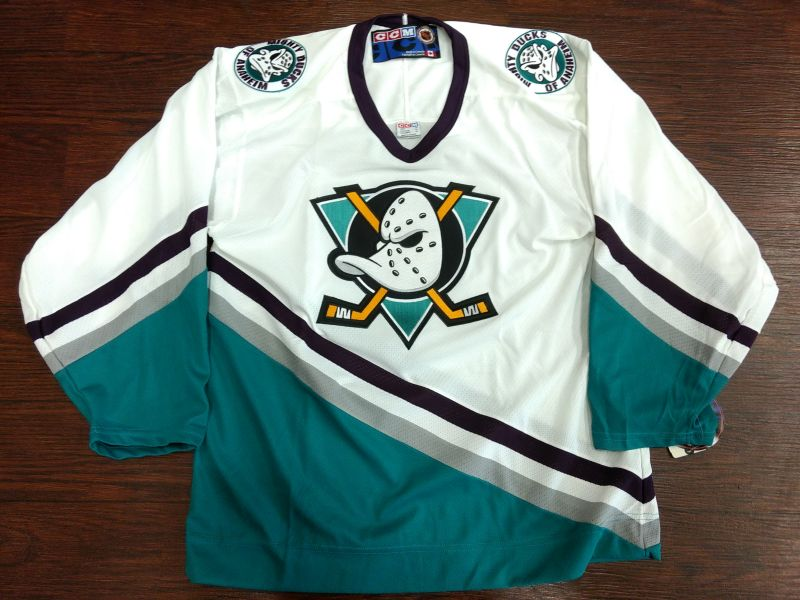
Heimtrikot (1993–2004)
Heimtrikot (2006–2014)
Auswärtstrikot (2006–2014)
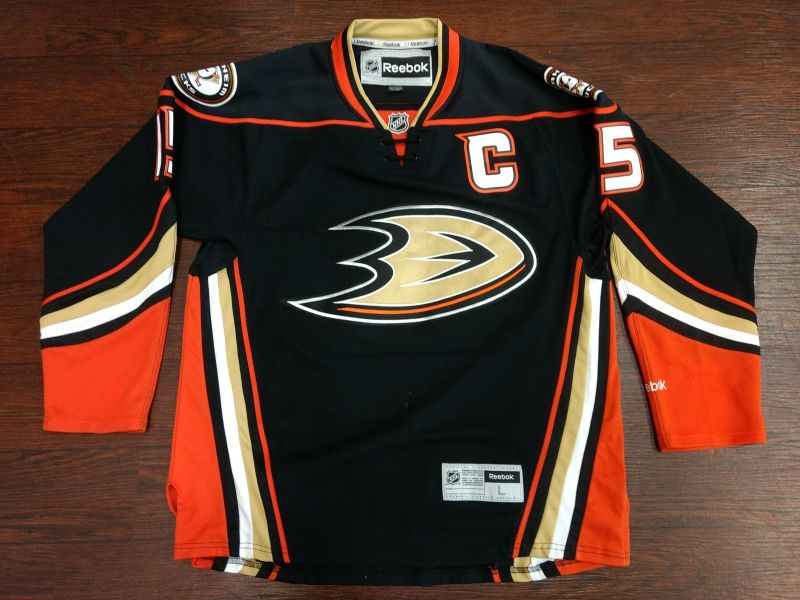
Heimtrikot (seit 2014)

### Maskottchen
Das offizielle Maskottchen der Anaheim Ducks ist eine anthropomorphe Ente mit dem Namen Wild Wing, die 1993 durch eine Fan-Abstimmung ausgewählt wurde. Das Maskottchen trägt das Trikot mit der Nummer 93 auf dem Rücken. Die Nummer steht für das Jahr, in dem die Ducks in die NHL aufgenommen wurden. Der Name des Maskottchen war auch der Name des Kapitäns der Mannschaft, Wildwing Flashblade, in der Walt Disney Serie Mighty Ducks – Das Powerteam.

### Medienpräsenz
Der Fernsehpartner der Anaheim Ducks ist der in Los Angeles ansässige Sender KDOC-TV, der den regionalen Fernsehmarkt abdeckt und die meisten Spiele der regulären Saison überträgt. Die Fernsehsender Versus und NBC halten die Übertragungsrechte für den gesamten US-amerikanischen Markt. Allerdings übertragen diese Sender nur einige ausgewählte Spiele der Anaheim Ducks während der Saison, diese aber exklusiv.
Während der Play-offs überträgt Comcast SportsNet Bay Area die Play-off-Partien der ersten beiden Runden, sofern diese nicht von NBC gesendet werden. Die restlichen Spiele der Play-offs bis einschließlich der Finalserie um den Stanley Cup werden von NBC und Versus in den Vereinigten Staaten gezeigt.
In Kanada ist CBC der Hauptsender für die Spiele der regulären Saison und der Play-offs. TSN hält ebenfalls Übertragungsrechte an NHL-Spielen, darf aber nur die Partien zeigen, die CBC nicht sendet. Allerdings konzentrieren sich beide Sender hauptsächlich auf Spiele mit kanadischer Beteiligung, sodass nur wenige Spiele der Anaheim Ducks in Kanada zu sehen sind.
In Europa hält NASN die Rechte an den Spielen der NHL. Im Laufe der Saison werden einige Spiele der Anaheim Ducks gesendet, wobei NASN auf die Übertragungen der jeweiligen Sender aus den USA zurückgreift.
Durch die offiziellen Internetauftritte der National Hockey League und der Anaheim Ducks sind außerdem Radioübertragungen der Spiele weltweit zu empfangen.
Über das Internet senden Yahoo! und Comcast, der Mutterkonzern des Fernsehsenders Versus, ausgewählte Spiele der NHL live, unter anderem auch einige der Anaheim Ducks. Der Service ist kostenlos, allerdings ist der Zugang auf Internetnutzer mit Sitz in den USA beschränkt. Über das kostenpflichtige Angebot NHL Center Ice Online können zudem alle Spiele des Teams außerhalb des lokalen Fernsehmarktes über das Internet empfangen werden.
Außerdem produzieren die Ducks ein eigenes Programm namens Ducks-TV, das von Time Warner präsentiert wird. Ducks-TV ist auf der offiziellen Homepage der Ducks zu sehen. Es werden alle Spiele der Saison einzeln zusammengefasst, die besten Szenen gezeigt und durch die Moderatoren kommentiert. Zudem interviewen die Moderatoren jedes Mal auch einige Spieler.

## Erfolge und Ehrungen

### Sportliche Erfolge
| Stanley Cups              |                                                      |
| Saison                    |                                                      |
| 2006/07                   |                                                      |
| Conference Championships  | Saison                                               |
| Clarence S. Campbell Bowl | 2002/03, 2006/07                                     |
| Division Championships    | Saison                                               |
| Pacific Division          | 2006/07, 2012/13, 2013/14, 2014/15, 2015/16, 2016/17 |

Den ersten großen Erfolg feierten die Ducks in der Saison 2002/03 mit dem Gewinn der Clarence S. Campbell Bowl und dem damit verbundenen Erreichen des Stanley-Cup-Finales. Dort gelang es ihnen die Serie lange offen zu gestalten, unterlagen jedoch den favorisierten New Jersey Devils mit 3:4-Siegen.
In der Saison 2006/07 erreichten sie erneut die Finalserie. Dieses Mal standen sie den Ottawa Senators gegenüber. In fünf Spielen setzte sich das Team durch und gewann erstmals den Stanley Cup. Neben dem Gewinn der Clarence S. Campbell Bowl gewann die Mannschaft im Vorfeld auch den Titel der Pacific Division.

### NHL Awards und All-Star Team-Nominierungen
| Auszeichnung                          | Name                                                                                               | Saison                                                            |
| Bill Masterton Memorial Trophy        | Teemu Selänne                                                                                      | 2005/06                                                           |
| Conn Smythe Trophy                    | Jean-Sébastien Giguère Scott Niedermayer                                                           | 2002/03 2006/07                                                   |
| Hart Memorial Trophy                  | Corey Perry                                                                                        | 2010/11                                                           |
| Lady Byng Memorial Trophy             | Paul Kariya                                                                                        | 1995/96 1996/97                                                   |
| Maurice 'Rocket’ Richard Trophy       | Teemu Selänne Corey Perry                                                                          | 1998/99 2010/11                                                   |
| William M. Jennings Trophy            | Frederik Andersen John Gibson                                                                      | 2015/16                                                           |
| NHL General Manager of the Year Award | Bob Murray                                                                                         | 2013/14                                                           |
| All-Rookie Team                       | Paul Kariya Bobby Ryan Frederik Andersen Hampus Lindholm John Gibson Trevor Zegras Cutter Gauthier | 1994/95 2008/09 2013/14 2015/16 2021/22 2024/25                   |
| First All-Star Team                   | Paul Kariya Teemu Selänne Paul Kariya Scott Niedermayer Corey Perry                                | 1995/96 1996/97 1998/99 2005/06 2006/07 2010/11 2013/14           |
| Second All-Star Team                  | Teemu Selänne Paul Kariya Chris Pronger Ľubomír Višňovský François Beauchemin Ryan Getzlaf         | 1997/98 1998/99 1999/2000 2002/03 2006/07 2010/11 2012/13 2013/14 |

Seit der Gründung des Franchises gelang es acht Mal einem Spieler der Anaheim Ducks einen der individuellen NHL Awards zu gewinnen. Zudem schaffte es 16 Mal ein Spieler in eines der All-Star-Teams sowie vier weitere ins All-Rookie-Team.
Als erstem Spieler gelang es Paul Kariya im Anschluss an die Saison 1995/96 die Lady Byng Memorial Trophy, die den Spieler auszeichnet, der einen hohen sportlichen Standard und vorbildliches Benehmen beweisen konnte, zu gewinnen. Der Grund für die Wahl Kariyas lag darin, dass er in der Saison 1995/96 insgesamt 108 Punkte sammelte und nur 20 Strafminuten erhielt. Eine Saison später gewann Kariya aufgrund seiner herausragenden Leistungen und seiner Fairness erneut die Lady Byng Memorial Trophy. Als nächster schaffte es Teemu Selänne nach der Spielzeit 1998/99 mit der Maurice Richard Trophy als bester Torschütze der regulären Saison ausgezeichnet zu werden. Jean-Sébastien Giguère im Jahr 2003 und Scott Niedermayer im Jahr 2007 erhielten die Conn Smythe Trophy, die den wertvollsten Spieler der Playoffs auszeichnet. Im Jahr 2006 gelang es Teemu Selänne die Bill Masterton Memorial Trophy, die den Spieler auszeichnet, der Ausdauer, Hingabe und Fairness im und für das Eishockey vereint, zu gewinnen. Nach Abschluss der Saison 2010/11 gewann Corey Perry als erster Spieler der Franchise-Geschichte die Hart Memorial Trophy als wertvollster Spieler der regulären Saison. Der Kanadier hatte im Saisonverlauf 50 Treffer erzielt, die ihm ebenfalls die Maurice Richard Trophy als erfolgreichster Torschütze einbrachte, und war mit einem starken letzten Saisondrittel entscheidend am Playoff-Einzug der Kalifornier beteiligt. Zum Saisonende wurde Perry ins First All-Star Team der Liga gewählt, während Verteidiger Ľubomír Višňovský eine Nominierung ins Second All-Star Team der Liga erhielt.
Paul Kariya schaffte es in der Saison 1995/96 als erster Spieler der Ducks ins NHL First All-Star Team gewählt zu werden. 1996/97 und 1998/99 gelang ihm dies zwei weitere Male und er war der erste Spieler der Ducks, dem dies mehrmals gelang. Teemu Selänne wurde in der Saison 1996/97 ebenfalls ins NHL First All-Star Team gewählt. Es war bisher das einzige Mal, dass zwei Spieler der Ducks in derselben Saison ins First All-Star Team gewählt wurden. Scott Niedermayer schaffte es 2005/06 und 2006/07 ins First All-Star Team und ist der einzige Verteidiger der Ducks, dem dies gelang. Selänne und Kariya wurden auch mehrmals ins Second All-Star Team gewählt. Ryan Getzlaf gelang dies in der Saison 2013/14 als bisher letzten Spieler der Ducks. Bisher wurde kein Torhüter der Ducks ins All-Star Team gewählt.

### NHL All-Star Game-Nominierungen
| Jahr | Name                                                                           |
| 1994 | Alexei Kassatonow                                                              |
| 1996 | Paul Kariya                                                                    |
| 1997 | Paul Kariya Teemu Selänne Guy Hebert                                           |
| 1998 | Teemu Selänne Dmitri Mironow                                                   |
| 1999 | Paul Kariya Teemu Selänne                                                      |
| 2000 | Paul Kariya Teemu Selänne                                                      |
| 2001 | Paul Kariya                                                                    |
| 2002 | Paul Kariya                                                                    |
| 2003 | Paul Kariya Stanislaw Tschistow**                                              |
| 2004 | Joffrey Lupul**                                                                |
| 2007 | Teemu Selänne Andy McDonald Scott Niedermayer* Ryan Getzlaf** Randy Carlyle*** |

| Jahr | Name                                                     |
| 2008 | Scott Niedermayer Chris Pronger Ryan Getzlaf Corey Perry |
| 2009 | Jean-Sébastien Giguère Scott Niedermayer Ryan Getzlaf    |
| 2011 | Jonas Hiller Corey Perry Cam Fowler****                  |
| 2012 | Corey Perry                                              |
| 2015 | Ryan Getzlaf                                             |
| 2016 | Corey Perry John Gibson                                  |
| 2017 | Cam Fowler Ryan Kesler                                   |
| 2018 | Rickard Rakell                                           |
| 2019 | John Gibson                                              |
| 2020 | Jakob Silfverberg*                                       |
| 2022 | John Gibson Troy Terry                                   |
| 2023 | Troy Terry                                               |
| 2024 | Frank Vatrano                                            |

Der erste Spieler der Ducks, der für ein All-Star Game nominiert wurde, war 1994 der russische Verteidiger Alexei Kassatonow. Er kam am 22. Januar 1994 in New York bei der 8:9-Niederlage gegen die Eastern Conference All-Stars für die Western Conference zum Einsatz.
Mit sieben Teilnahmen für die Ducks ist Paul Kariya der Spieler, der auf die meisten Teilnahmen in der Geschichte des Teams zurückblicken kann. Teemu Selänne kam sogar auf zehn Teilnahmen bei einem All-Star-Game. Allerdings spielte er nur während sechs davon bei den Ducks. Mit neun Toren ist Selänne der erfolgreichste Spieler bei All-Star Games. Guy Hebert war im Jahr 1997 der erste Torhüter, der für die Ducks im All-Star Game zum Einsatz kam. Teemu Selänne wurde 1998 aufgrund drei erzielter Tore zum wertvollsten Spieler des All-Star-Games gewählt. In diesem Spiel gelang ihm auch ein neuer Rekord, als er in den ersten vier Minuten der Partie zwei Tore erzielte.
2007 wurde mit Randy Carlyle erstmals ein Trainer der Ducks zu einem All-Star-Game eingeladen. Der Grund war die Führungsposition Anaheims in der Western Conference zum Stichtag am 5. Januar 2007. Scott Niedermayer musste im Jahr 2007 als bisher einziger Spieler der Ducks eine Teilnahme am All-Star-Game aufgrund einer Verletzung absagen.
Vier Jahre später nahm Torwart Jonas Hiller am All-Star Game teil. Hiller hielt im Spiel 15 von 17 Torschüssen und war somit der statistisch beste Torhüter des All-Star Game 2011. Sein Mannschaftskamerad in Anaheim Corey Perry war mit zwei Torvorlagen erfolgreich.

### Saisonstatistik
Abkürzungen: GP = Spiele, W = Siege, L = Niederlagen, T = Unentschieden, OTL = Niederlagen nach Overtime, SOL = Niederlagen nach Shootout, Pts = Punkte, GF = Erzielte Tore, GA = Gegentore, PIM = Strafminuten
| Saison    | GP   | W    | L    | T   | OTL | SOL | Pts  | GF   | GA   | PIM   | Platz                | Playoffs |
| 1993/94   | 84   | 33   | 46   | 5   | —   | —   | 71   | 229  | 251  | 1507  | 4., Pacific Division | nicht qualifiziert |
| 1994/951  | 48   | 16   | 27   | 5   | —   | —   | 37   | 125  | 164  | 731   | 6., Pacific Division | nicht qualifiziert |
| 1995/96   | 82   | 35   | 39   | 8   | —   | —   | 78   | 234  | 247  | 1707  | 4., Pacific Division | nicht qualifiziert |
| 1996/97   | 82   | 36   | 33   | 13  | —   | —   | 85   | 243  | 233  | 1710  | 2., Pacific Division | Sieg im Conference-Viertelfinale, 4:3 (Phoenix) Niederlage im Conference-Halbfinale, 0:4 (Detroit)                                                                                        |
| 1997/98   | 82   | 26   | 43   | 13  | —   | —   | 65   | 205  | 261  | 1843  | 6., Pacific Division | nicht qualifiziert |
| 1998/99   | 82   | 35   | 34   | 13  | —   | —   | 83   | 215  | 206  | 1323  | 3., Pacific Division | Niederlage im Conference-Viertelfinale, 0:4 (Detroit) |
| 1999/2000 | 82   | 34   | 33   | 12  | 3   | —   | 83   | 217  | 227  | 926   | 5., Pacific Division | nicht qualifiziert |
| 2000/01   | 82   | 25   | 41   | 11  | 5   | —   | 66   | 188  | 245  | 1136  | 5., Pacific Division | nicht qualifiziert |
| 2001/02   | 82   | 29   | 42   | 8   | 3   | —   | 69   | 175  | 198  | 1254  | 5., Pacific Division | nicht qualifiziert |
| 2002/03   | 82   | 40   | 27   | 9   | 6   | —   | 95   | 203  | 193  | 954   | 2., Pacific Division | Sieg im Conference-Viertelfinale, 4:0 (Detroit) Sieg im Conference-Halbfinale, 4:2 (Dallas) Sieg im Conference-Finale, 4:0 (Minnesota) Niederlage im Stanley-Cup-Finale, 3:4 (New Jersey) |
| 2003/04   | 82   | 29   | 35   | 10  | 8   | —   | 76   | 184  | 213  | 1131  | 4., Pacific Division | nicht qualifiziert |
| 2004/052  | —    | —    | —    | —   | —   | —   | —    | —    | —    | —     | —                    | — |
| 2005/06   | 82   | 43   | 27   | —   | 5   | 7   | 98   | 254  | 229  | 1462  | 3., Pacific Division | Sieg im Conference-Viertelfinale, 4:3 (Calgary) Sieg im Conference-Halbfinale, 4:0 (Colorado) Niederlage im Conference-Finale, 1:4 (Edmonton)                                             |
| 2006/07   | 82   | 48   | 20   | —   | 4   | 10  | 110  | 258  | 208  | 1427  | 1., Pacific Division | Sieg im Conference-Viertelfinale, 4:1 (Minnesota) Sieg im Conference-Halbfinale, 4:1 (Vancouver) Sieg im Conference-Finale, 4:2 (Detroit) Sieg im Stanley-Cup-Finale, 4:1 (Ottawa)        |
| 2007/08   | 82   | 47   | 27   | —   | 1   | 7   | 102  | 205  | 191  | 1465  | 2., Pacific Division | Niederlage im Conference-Viertelfinale, 2:4 (Dallas) |
| 2008/09   | 82   | 42   | 33   | —   | 4   | 3   | 91   | 245  | 238  | 1418  | 2., Pacific Division | Sieg im Conference-Viertelfinale, 4:2 (San Jose) Niederlage im Conference-Halbfinale, 3:4 (Detroit)                                                                                       |
| 2009/10   | 82   | 39   | 32   | —   | 3   | 8   | 89   | 238  | 251  | 1256  | 4., Pacific Division | nicht qualifiziert |
| 2010/11   | 82   | 47   | 30   | —   | 3   | 2   | 99   | 239  | 235  | 1178  | 2., Pacific Division | Niederlage im Conference-Viertelfinale, 2:4 (Nashville) |
| 2011/12   | 82   | 34   | 36   | —   | 5   | 7   | 80   | 204  | 231  | 962   | 5., Pacific Division | nicht qualifiziert |
| 2012/133  | 48   | 30   | 12   | —   | 3   | 3   | 66   | 140  | 118  | 525   | 1., Pacific Division | Niederlage im Conference-Viertelfinale, 3:4 (Detroit) |
| 2013/14   | 82   | 54   | 20   | —   | 2   | 6   | 116  | 266  | 209  | 894   | 1., Pacific Division | Sieg im Conference-Viertelfinale, 4:2 (Dallas) Niederlage im Conference-Halbfinale, 3:4 (Los Angeles)                                                                                     |
| 2014/15   | 82   | 51   | 24   | –   | 3   | 4   | 109  | 236  | 226  | 877   | 1., Pacific Division | Sieg im Conference-Viertelfinale, 4:0 (Winnipeg) Sieg im Conference-Halbfinale, 4:1 (Calgary) Niederlage im Conference-Finale, 3:4 (Chicago)                                              |
| 2015/16   | 82   | 46   | 25   | —   | 7   | 4   | 103  | 215  | 188  | 1023  | 1., Pacific Division | Niederlage im Conference-Viertelfinale, 3:4 (Nashville) |
| 2016/17   | 82   | 46   | 23   | –   | 10  | 3   | 105  | 220  | 197  | 934   | 1., Pacific Division | Sieg im Conference-Viertelfinale, 4:0 (Calgary) Sieg im Conference-Halbfinale, 4:3 (Edmonton) Niederlage im Conference-Finale, 2:4 (Nashville)                                            |
| 2017/18   | 82   | 44   | 25   | —   | 6   | 7   | 101  | 231  | 209  | 798   | 2., Pacific Division | Niederlage im Conference-Viertelfinale, 0:4 (San Jose) |
| 2018/19   | 82   | 35   | 37   | –   | 7   | 3   | 80   | 196  | 248  | 736   | 6., Pacific Division | nicht qualifiziert |
| 2019/204  | 71   | 29   | 33   | —   | 8   | 1   | 67   | 187  | 226  | 725   | 6., Pacific Division | nicht qualifiziert |
| 2020/214  | 56   | 17   | 30   | —   | 7   | 2   | 43   | 124  | 177  | 500   | 8., West Division    | nicht qualifiziert |
| 2021/22   | 82   | 31   | 37   | —   | 9   | 5   | 76   | 232  | 271  | 759   | 7., Pacific Division | nicht qualifiziert |
| 2022/23   | 82   | 23   | 47   | —   | 9   | 3   | 58   | 206  | 335  | 929   | 8., Pacific Division | nicht qualifiziert |
| 2023/24   | 82   | 27   | 50   | —   | 4   | 1   | 59   | 203  | 293  | 1108  | 7., Pacific Division | nicht qualifiziert |
| 2024/25   | 82   | 35   | 37   | —   | 8   | 2   | 80   | 217  | 261  | 731   | 6., Pacific Division | nicht qualifiziert |
| Gesamt    | 2439 | 1106 | 1005 | 107 | 133 | 88  | 2540 | 6534 | 6979 | 33929 |                      | 14 Playoff-Teilnahmen 1 Stanley-Cup-Gewinn 29 Serien: 16 Siege, 13 Niederlagen 162 Spiele: 89 Siege, 73 Niederlagen                                                                       |

1 Saison wegen des NHL-Lockout 1994/95 verkürzt
2 Saison wegen des NHL-Lockout 2004/05 ausgefallen
3 Saison wegen des NHL-Lockout 2012/13 verkürzt
4 Saison wegen der COVID-19-Pandemie verkürzt

### Franchiserekorde

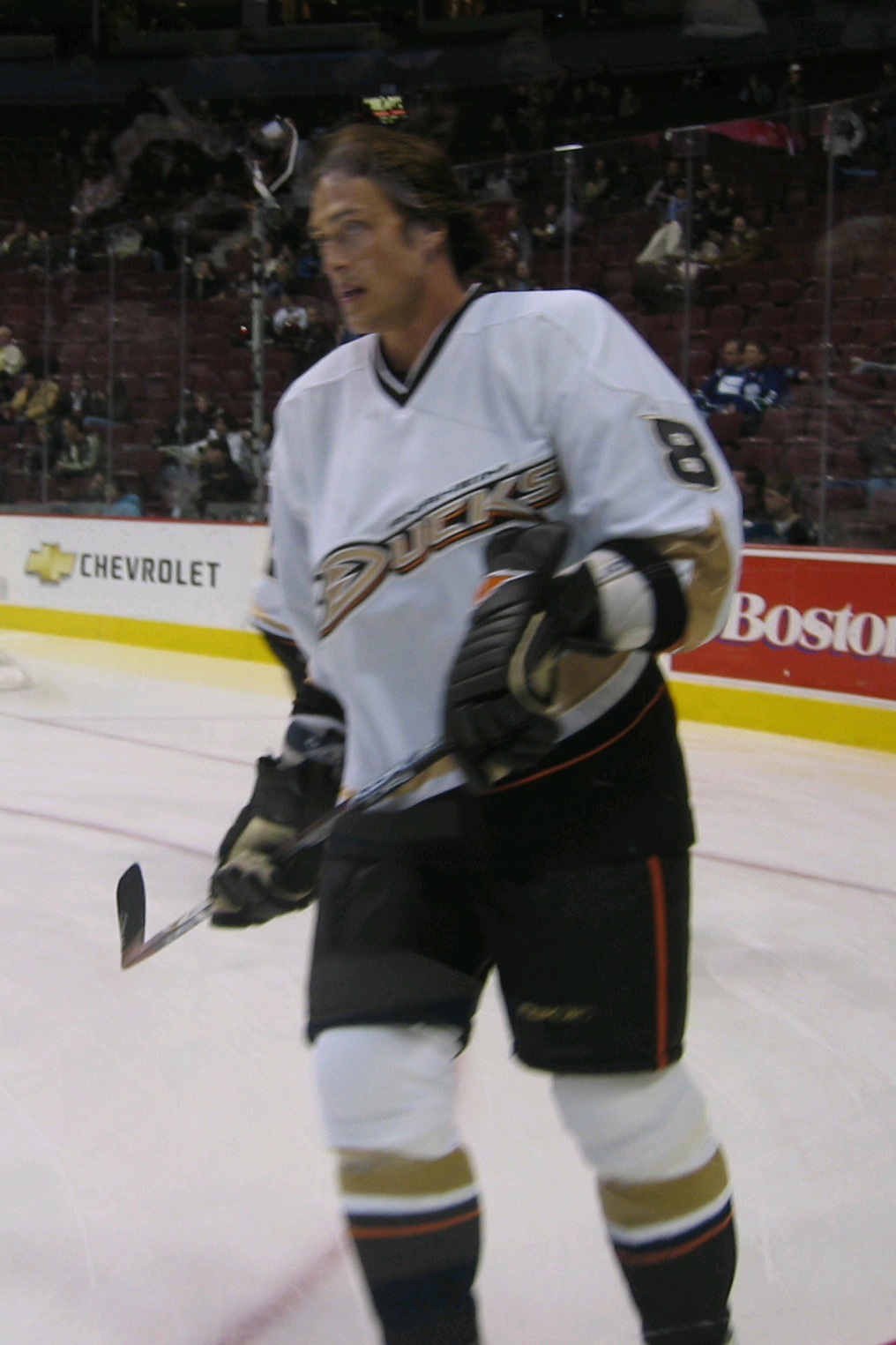
Teemu Selänne hält diverse Franchise-Rekorde.

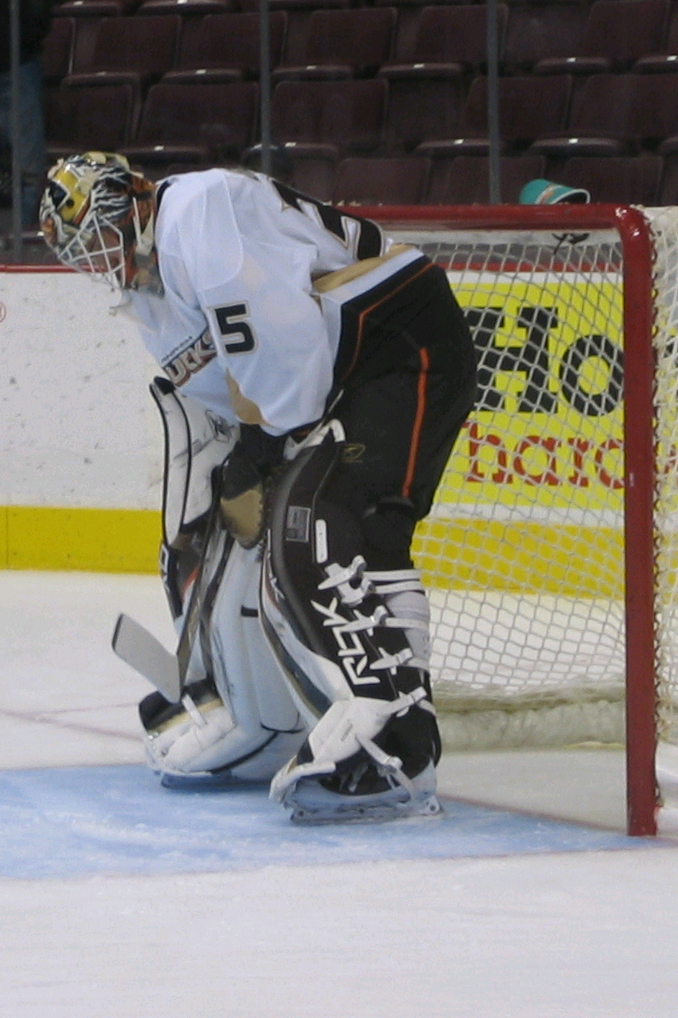
Jean-Sébastien Giguère ist der erfolgreichste Torhüter des Klubs.

Im Folgenden werden ausgewählte Spielerrekorde des Franchise sowohl über die gesamte Karriere als auch über einzelne Spielzeiten aufgeführt.

#### Karriere
|                                   | Name                   | Anzahl                                    |
| Meiste Spiele                     | Ryan Getzlaf           | 1157 (in 17 Spielzeiten)                  |
| Meiste aufeinanderfolgende Spiele | Andrew Cogliano        | 502 (7. Oktober 2011 bis 13. Januar 2018) |
| Meiste Tore                       | Teemu Selänne          | 457                                       |
| Meiste Vorlagen                   | Ryan Getzlaf           | 737                                       |
| Meiste Punkte                     | Ryan Getzlaf           | 1019 (282 Tore + 737 Vorlagen)            |
| Meiste Strafminuten               | Corey Perry            | 1110                                      |
| Meiste Shutouts                   | Jean-Sébastien Giguère | 32                                        |

#### Saison
|                               | Name                   | Anzahl                      | Saison  |
| Meiste Tore                   | Teemu Selänne          | 52                          | 1997/98 |
| Meiste Vorlagen               | Ryan Getzlaf           | 66                          | 2008/09 |
| Meiste Punkte                 | Teemu Selänne          | 109 (51 Tore + 58 Vorlagen) | 1996/97 |
| Meiste Punkte als Rookie      | Trevor Zegras          | 61 (23 Tore + 38 Vorlagen)  | 2021/22 |
| Meiste Punkte als Verteidiger | Scott Niedermayer      | 69 (15 Tore + 54 Vorlagen)  | 2006/07 |
| Meiste Strafminuten           | Todd Ewen              | 285                         | 1995/96 |
| Meiste Siege als Torhüter     | Jean-Sébastien Giguère | 36                          | 2006/07 |

## Trainer
Die Ducks begannen ihre Premierensaison mit dem US-Amerikaner Ron Wilson hinter der Bande, welcher zuvor als Assistenztrainer bei den Vancouver Canucks tätig war und erstmals hauptverantwortlich ein NHL-Team leitete. Nach einer Auftaktsaison mit 33 Siegen in 84 Spielen, womit die Playoffs verpasst wurden, nahm der Klub auch die folgende Saison mit Wilson in Angriff. In der durch ein Lockout verkürzten Spielzeit gelangen lediglich 16 Siege in 48 Partien und die Qualifikation für die Endrunde wurde erneut verfehlt. Der Klub hielt weiterhin an Wilson fest und in den folgenden zwei Jahren verbesserten sich die Resultate. In der Saison 1996/97 erzielten die Ducks mit 36 Siegen und 33 Niederlagen erstmals eine positive Bilanz während der regulären Saison und erreichten erstmals die Play-offs. Nachdem in der ersten Runde die Phoenix Coyotes in sieben Partien besiegt wurden, unterlagen die Ducks in Runde zwei gegen die Detroit Red Wings. Ron Wilson verließ trotz dieses Erfolgs den Verein und unterschrieb bei den Washington Capitals. Nachfolger wurde der Kanadier Pierre Pagé, der nach einer unbefriedigenden Saison entlassen wurde.
Abkürzungen: GC = Spiele, W = Siege, L = Niederlagen, T = Unentschieden, OTL = Niederlagen nach
Overtime, Pts = Punkte, Pts % = Punktquote
| Name             | Saison           | Reguläre Saison | Reguläre Saison | Reguläre Saison | Reguläre Saison | Reguläre Saison | Reguläre Saison | Reguläre Saison | Playoffs | Playoffs | Playoffs |
| Name             | Saison           | GC              | W               | L               | T               | OTL             | Pts             | Pts %           | GC       | W        | L        |
| Ron Wilson       | 1993/94–1996/97  | 296             | 120             | 145             | 31              | —               | 271             | .458            | 11       | 4        | 7        |
| Pierre Pagé      | 1997/98          | 82              | 26              | 43              | 13              | —               | 65              | .396            | —        | —        | —        |
| Craig Hartsburg  | 1998/99–2000/01* | 197             | 80              | 82              | 29              | 6               | 195             | .495            | 4        | 0        | 4        |
| Guy Charron      | 2000/01*         | 49              | 14              | 26              | 7               | 2               | 37              | .378            | —        | —        | —        |
| Bryan Murray     | 2001/02          | 82              | 29              | 42              | 8               | 3               | 69              | .421            | —        | —        | —        |
| Mike Babcock     | 2002/03–2004/05  | 164             | 69              | 62              | 19              | 14              | 171             | .521            | 21       | 15       | 6        |
| Randy Carlyle    | 2005/06–2011/12* | 516             | 273             | 182             | —               | 61              | 607             | .588            | 62       | 36       | 26       |
| Bruce Boudreau   | 2011/12*–2015/16 | 352             | 208             | 104             | —               | 40              | 456             | .648            | 43       | 24       | 19       |
| Randy Carlyle    | 2016/17–2018/19* | 220             | 111             | 74              | —               | 35              | 257             | .584            | 21       | 10       | 11       |
| Bob Murray       | 2018/19*         | 26              | 14              | 11              | —               | 1               | 29              | .558            | —        | —        | —        |
| Dallas Eakins    | 2019/20–2022/23  | 291             | 100             | 147             | —               | 44              | 244             | .419            | —        | —        | —        |
| Greg Cronin      | 2023/24–2024/25  | 164             | 62              | 87              | —               | 15              | 139             | .424            | —        | —        | —        |
| Joel Quenneville | seit 2025/26     |                 |                 |                 | —               |                 |                 |                 | —        | —        | —        |

Stand: Ende der Saison 2024/25; * Wechsel während der laufenden Saison

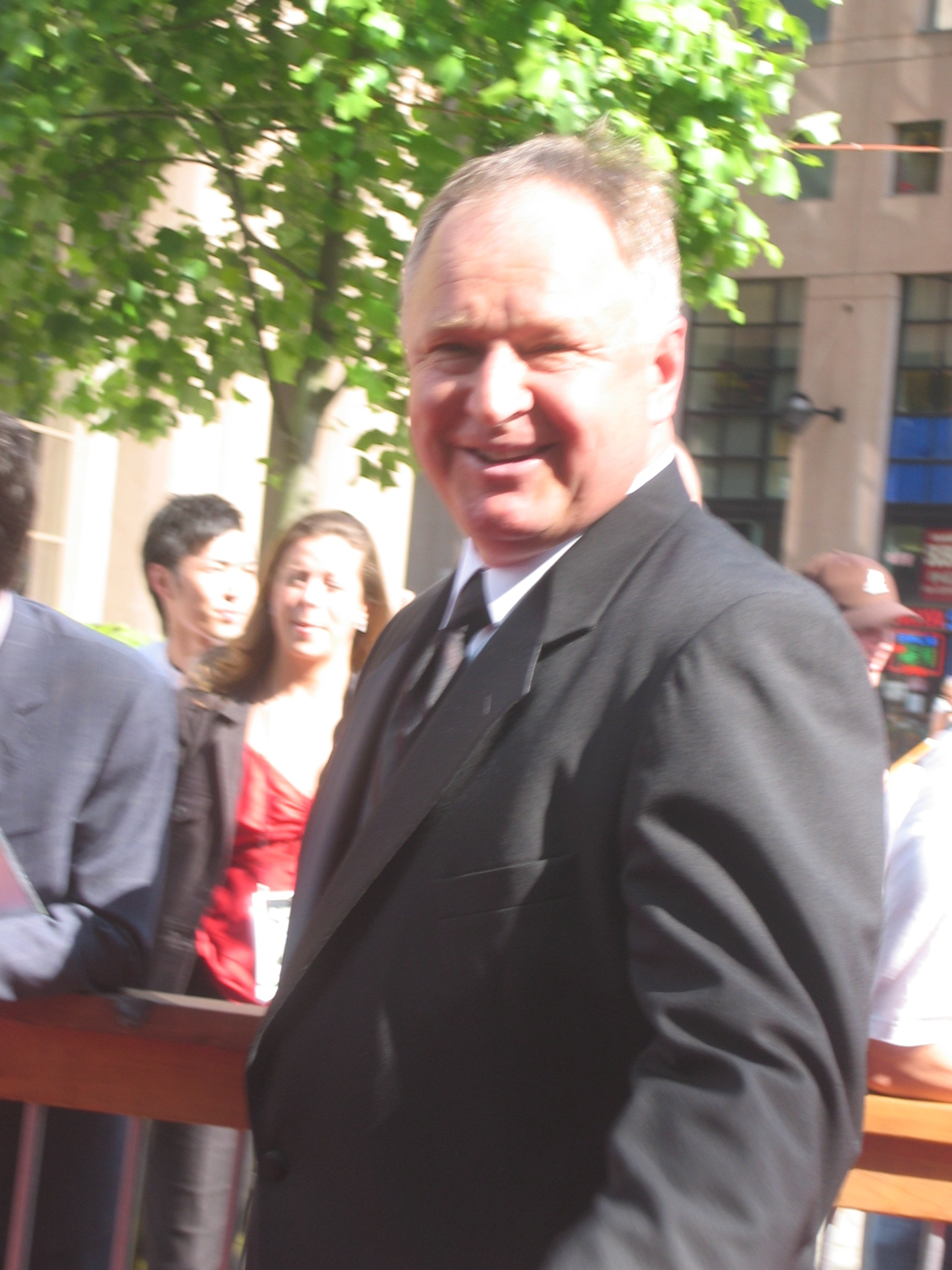
Randy Carlyle gewann mit den Ducks 2007 den Stanley Cup.

Sein Nachfolger Craig Hartsburg leitete das Team mehr als zwei Jahre. In seiner ersten Saison erreichten die Ducks zum zweiten Mal in sechs Jahren die Play-offs. In den darauffolgenden Saison verpasste der Verein die Endrunde und Hartsburg wurde im Verlauf der Spielzeit 2000/01 – im Dezember 2000 – Amtes enthoben und durch Guy Charron ersetzt, nachdem das Team auf den letzten Platz der Pacific Division abgestürzt war. Charron, der zuvor Assistenztrainer in Anaheim gewesen war, gelang es jedoch nicht das Ruder herumzureißen, sodass die Endrunde abermals ohne die Kalifornier stattfand.
Nach 49 Partien, in denen lediglich 14 Siege gelungen waren, wurde er erneut zum Assistenztrainer zurückgestuft und durch Bryan Murray als Cheftrainer ersetzt. Nach einer Spielzeit übernahm Murray das Amt als General Manager der Ducks und wählte Mike Babcock als neuen Cheftrainer. Babcock führte die Ducks in seiner ersten Saison in den Stanley-Cup-Final, in dem sie knapp den New Jersey Devils unterlagen. In der Saison 2003/04 gelang die Qualifikation für die Endrunde nicht und die Saison 2004/05 wurde aufgrund des Streiks komplett abgesagt.
| Assistenztrainer                                             | Saison            |
| Al Sims, Tim Army, Brian Hayward                             | 1993/94–1994/95   |
| Al Sims, Tim Army                                            | 1995/96           |
| Walt Kyle, Tim Army                                          | 1996/97           |
| Walt Kyle, Don Hay                                           | 1997/98           |
| George Burnett, Newell Brown                                 | 1998/99–1999/2000 |
| Guy Charron, Terry Simpson                                   | 2000/01*          |
| Terry Simpson, Kelly Miller                                  | 2000/01*          |
| Guy Charron, Tom Watt                                        | 2001/02           |
| Lorne Henning, Paul MacLean                                  | 2002/03           |
| Lorne Henning, Paul MacLean, Greg Carvel                     | 2003/04           |
| Dave Farrish, Newell Brown                                   | 2005/06–2009/10   |
| Dave Farrish, Mike Foligno                                   | 2010/11–2011/12*  |
| Bob Woods, Brad Lauer                                        | 2011/12*–2012/13  |
| Bob Woods, Brad Lauer, Scott Niedermayer                     | 2012/13–2013/14   |
| Brad Lauer, Scott Niedermayer, Trent Yawney                  | 2014/15           |
| Paul MacLean, Rich Preston, Trent Yawney                     | 2015/16–2016/17   |
| Steve Konowalchuk, Mark Morrison, Rich Preston, Trent Yawney | 2017/18           |
| Mark Morrison, Rich Preston, Marty Wilford                   | 2018/19           |
| Mark Morrison, Marty Wilford                                 | 2019/20–2020/21   |
| Newell Brown, Mike Stothers, Geoff Ward                      | 2021/22–2022/23   |
| Newell Brown, Craig Johnson, Mike Stothers                   | 2022/23           |
| Newell Brown, Craig Johnson, Brent Thompson                  | 2023/24           |
| Tim Army, Richard Clune, Brent Thompson                      | seit 2024/25      |

* Wechsel während der laufenden Saison
Im Juli 2005 lehnte Babcock eine Vertragsverlängerung mit den Ducks ab und ging zu den Detroit Red Wings. Er war der erste Trainer in Anaheim, der eine positive Spielbilanz aufwies. Sein Nachfolger in Anaheim wurde der frühere NHL-Spieler Randy Carlyle. Seine erste Saison bei den Ducks war ein großer Erfolg. Die Mannschaft qualifizierte sich wieder für die Play-offs und erreichte das Finale der Western Conference. Mit 43 Siegen und 98 Punkten in der regulären Saison stellte er neue Franchise-Rekorde auf. In der darauffolgenden Spielzeit 2006/07 gelangen ihm mit den Ducks 48 Siege und 110 Punkte in der regulären Saison, beides waren bis zum Saisonende 2013/14 gültige Rekorde des Franchises. Zudem gewann Carlyle mit den Ducks erstmals den Stanley Cup. In den darauffolgenden Saisons konnte nicht an diese Erfolge angeknüpft werden, in der Saison 2009/10 wurde erstmals seit dem Lockout von 2004 die Qualifikation für die Endrunde nicht realisiert. In der darauffolgenden Spielzeit folgte die Rückkehr in die Playoffs, in denen Carlyle mit den Kaliforniern in der ersten Runde ausschied. Im August 2011 wurde entschieden den Kontrakt von Carlyle vorzeitig bis 2014 zu verlängern. Zum Saisonbeginn 2011/12 war Carlyle neben Mike Babcock, Lindy Ruff und Barry Trotz einer von vier Cheftrainern in der NHL, der seit 2005 ununterbrochen beim selben Franchise an der Bande stand. Anfang Dezember 2011 wurde Carlyle durch Bruce Boudreau abgelöst, der wenige Tage zuvor bei den Washington Capitals entlassen worden war.
Boudreau wurde nach der aufgrund eines Lockouts verkürzt ausgetragenen Saison 2012/13 für den Jack Adams Award nominiert, welcher jährlich an denjenigen Trainer in der National Hockey League verliehen wird, der am meisten zum Erfolg seines Teams beigetragen hat. Die Nominierung begründete sich in der Tatsache, dass die Kalifornier 2013 zum zweiten Mal in ihrer Historie die Pacific Division gewannen und die erfolgreichste reguläre Saison ihrer Historie absolvierten; mit 66 Punkten in 48 Begegnungen belegten sie diesbezüglich ligaweit den dritten Rang. Unter Boudreau folgten drei weitere Spielzeiten, in denen die Ducks die Pacific Division dominierten und jeweils deren ersten Platz belegten. In den Playoffs erreichte die Mannschaft jedoch nur einmal das Conference-Finale, sodass Boudreau nach einem erneuten Ausscheiden in der ersten Runde in den Playoffs 2016 von seinen Pflichten enthoben wurde. Er verließ das Team mit dem zu diesem Zeitpunkt besten Punkteschnitt von 64,8 %. Im Juni 2016 wurde Randy Carlyle als sein Nachfolger vorgestellt, der die Ducks bereits zuvor trainiert hatte. Er wurde im Februar 2019 nach einem äußerst schwachen Saisonverlauf interimsweise durch General Manager Bob Murray ersetzt. Als seine Nachfolge installierte dieser schließlich Dallas Eakins. Dieser wurde jedoch im April 2023 nach einer äußerst schwachen Spielzeit 2022/23 entlassen. Die Ducks hatten zuvor zum fünften Mal in Folge die Playoffs verpasst und belegten ligaweit den letzten Platz in der Abschlusstabelle. Seine Nachfolge trat Greg Cronin an, der die Geschicke des Teams zwei Jahre führte, ehe er im April 2025 entlassen wurde. Seine Nachfolge trat Joel Quenneville an.

## General Manager
In der Premierensaison des Franchises starteten die Anaheim Ducks mit dem NHL-erfahrenen Jack Ferreira als General Manager des Teams, der bereits zwei Jahre zuvor mit den San Jose Sharks ein Expansion Team im ersten Jahr betreut hatte und beträchtliche Erfahrung als Scout und Funktionär in der World Hockey Association und der National Hockey League vorzuweisen hatte. Fünf Jahre lang war Ferreira General Manager und somit unter anderem für die Auswahl von Paul Kariya im NHL Entry Draft 1993 sowie für die Verpflichtung Teemu Selännes verantwortlich. Mit ihm erreichten die Ducks in der Saison 1996/97 erstmals die Play-offs. 1998 ging Ferreira zu den Atlanta Thrashers. Sein Nachfolger wurde Pierre Gauthier, welcher wenige Wochen zuvor im Juli 1998 zum Präsidenten ernannt worden war und bereits von 1993 bis 1995 in der Funktion als Assistenz-General-Manager bei den Kaliforniern gearbeitet hatte. Außerdem war er 1993 im Management der neugegründeten Mighty Ducks of Anaheim tätig gewesen.
| Name            | Saison            |
| Jack Ferreira   | 1993/94–1997/98*  |
| Pierre Gauthier | 1997/98*–2001/02  |
| Bryan Murray    | 2002/03–2003/04   |
| Al Coates       | 2004/05           |
| Brian Burke     | 2005/06–2008/09*  |
| Bob Murray      | 2008/09*–2021/22* |
| Jeff Solomon    | 2021/22*          |
| Pat Verbeek     | seit 2021/22*     |

* Wechsel während der laufenden Saison
Gauthier blieb bis zum Ende der Saison 2001/02, in der sich die Mighty Ducks zum dritten Mal in Folge nicht für die Play-offs qualifizierten. Daraufhin wurde er durch Bryan Murray ersetzt, der im Sommer 2002 der neue General Manager des Franchises wurde. Während seiner Amtszeit erreichte das Team in der Saison 2002/03 erstmals die Finalspiele um den Stanley Cup. Zwei Jahre nach seinem Amtsantritt entschied sich Murray von seinen Ämtern in Anaheim zurückzutreten, um Cheftrainer bei den Ottawa Senators zu werden. Al Coates übernahm das Amt, das er jedoch nur wenige Monate lang ausübte, da die Saison 2004/05 aufgrund des Lockouts abgesagt wurde. Im Sommer 2005 verpflichteten die Südkalifornier Brian Burke als neuen General Manager. Als neuen Trainer verpflichtete Burke Randy Carlyle und mit den Spielerkäufen der NHL-erfahrenen Scott Niedermayer und Teemu Selänne gelangen ihm zwei wichtige Vertragsabschlüsse.
In der ersten Saison unter Burke erreichten die Anaheim Ducks das Finale der Western Conference, wo sie den Edmonton Oilers unterlagen. Burke gelang in der Sommerpause 2006 eine weitere wichtige Verpflichtung, als er in einem Transfergeschäft Verteidiger Chris Pronger von Edmonton nach Anaheim transferierte. Mit einem breit aufgestellten Kader gelang den Ducks schließlich in der Saison 2006/07 der Gewinn des Stanley Cups. In der darauffolgenden Saison blieb der Kader der Meisterschaft weitgehend erhalten, jedoch gelang die Titelverteidigung nicht. Einen Monat nach Beginn der Spielzeit 2008/09 gab Burke sein Amt als General Manager an Bob Murray ab, nachdem er eine Verlängerung seines Vertrags über den Sommer 2009 hinaus abgelehnt hatte.
2013 wurde Murray gemeinsam mit Ray Shero von den Pittsburgh Penguins und Marc Bergevin von den Montréal Canadiens als einer von drei Finalisten für den seit 2010 vergebenen NHL General Manager of the Year Award nominiert. In der aufgrund eines Lockouts verkürzt ausgetragenen Saison 2012/13 gewannen die Anaheim Ducks, verstärkt durch die Free-Agent-Verpflichtungen von Viktor Fasth, Bryan Allen, Sheldon Souray und Daniel Winnik, zum zweiten Mal in ihrer Historie die Pacific Division. Sie stellten nach den Chicago Blackhawks das zweitbeste Team der Western Conference und waren mit 66 erspielten Punkten in der Regular Season ligaweit die dritterfolgreichste Mannschaft. Außerdem gelang es Murray im März 2013 zwei Teamstützen, Kapitän Ryan Getzlaf und Flügelstürmer Corey Perry, mit neuen Verträgen bis 2021 ans Franchise zu binden.
2014 wurde Murray erneut für den NHL General Manager of the Year Award nominiert und setzte sich diesmal gegen Montréals Marc Bergevin und Dean Lombardi von den Los Angeles Kings durch. Murray’s Auszeichnung als General Manager des Jahres würdigte die erfolgreichste reguläre Saison des kalifornischen Franchise, welches zum zweiten Mal in Folge das punktbeste Team der Pacific Division stellte. Außerdem resultierten der erste Platz in der Western Conference sowie neue Franchise-Rekorde wie unter anderem Anzahl Siege (54), Punkte (116), Heimsiege (29) und Auswärtssiege (25).
Im Mai 2014 unterzeichnete Murray ein neues Arbeitspapier, welches ihn bis 2020 an die Kalifornier bindet. Dieses wurde im weiteren Verlauf verlängert. Im November 2021 jedoch trat er von all seinen Ämtern (auch als Executive Vice President of Hockey Operations) zurück und reagierte damit auf eine unabhängige Untersuchung, die bezüglich seines Verhaltens gegenüber Mitarbeitern bzw. Untergebenen bei den Anaheim Ducks eingeleitet wurde. Zuvor waren diesbezüglich anonyme und bisher nicht näher bekannte Vorwürfe erhoben worden. Murray entschuldigte sich für sein Verhalten und gab zudem an, sich einer Behandlung seiner Alkoholkrankheit zu unterziehen. Interimsweise trat Jeff Solomon seine Nachfolge an, bevor im Februar 2022 Pat Verbeek als regulärer „GM“ installiert wurde.

## Spieler

### Kader der Saison 2024/25
Stand: 28. Juni 2025
| Nr. | Nat.               | Spieler            | Pos. | Geburtsdatum       | in Org. seit | Geburtsort                                  |
| --- | ------------------ | ------------------ | ---- | ------------------ | ------------ | ------------------------------------------- |
| 1   | Tschechien         | Lukáš Dostál       | G    | 22. Juni 2000      | 2019         | Brünn, Tschechien                           |
|     | Tschechien         | Petr Mrázek        | G    | 14. Februar 1992   | 2025         | Ostrava, Tschechoslowakei                   |
| 7   | Tschechien         | Radko Gudas – C    | D    | 5. Juni 1990       | 2023         | Kladno, Tschechoslowakei                    |
| 43  | Vereinigte Staaten | Drew Helleson      | D    | 26. März 2001      | 2022         | Farmington, Minnesota, USA                  |
| 58  | Schweden Eritrea   | Oliver Kylington   | D    | 19. Mai 1997       | 2025         | Stockholm, Schweden                         |
| 2   | Vereinigte Staaten | Jackson LaCombe    | D    | 9. Januar 2001     | 2023         | Eden Prairie, Minnesota, USA                |
| 34  | Russland           | Pawel Mintjukow    | D    | 25. November 2003  | 2022         | Moskau, Russland                            |
| 65  | Vereinigte Staaten | Jacob Trouba       | D    | 26. Februar 1994   | 2024         | Rochester, Michigan, USA                    |
| 51  | Kanada             | Olen Zellweger     | D    | 10. September 2003 | 2021         | Calgary, Alberta, Kanada                    |
| 91  | Schweden           | Leo Carlsson       | C    | 26. Dezember 2004  | 2023         | Karlstad, Schweden                          |
| 13  | Kanada             | Robby Fabbri       | C    | 22. Januar 1996    | 2024         | Mississauga, Ontario, Kanada                |
| 61  | Vereinigte Staaten | Cutter Gauthier    | LW   | 19. Januar 2004    | 2024         | Skellefteå, Schweden                        |
| 38  |                    | Jansen Harkins     | C    | 23. Mai 1997       | 2024         | Cleveland, Ohio, USA                        |
| 44  | Kanada             | Ross Johnston      | LW   | 18. Februar 1994   | 2023         | Charlottetown, Prince Edward Island, Kanada |
| 17  | Kanada             | Alexander Killorn  | C    | 14. September 1989 | 2023         | Halifax, Nova Scotia, Kanada                |
|     | Vereinigte Staaten | Chris Kreider      | LW   | 30. April 1991     | 2025         | Boxford, Massachusetts, USA                 |
| 20  | Kanada             | Brett Leason       | RW   | 30. April 1999     | 2022         | Calgary, Alberta, Kanada                    |
| 21  | Schweden           | Isac Lundeström    | C    | 6. November 1999   | 2018         | Gällivare, Schweden                         |
| 26  | Kanada             | Brock McGinn       | LW   | 2. Februar 1994    | 2023         | Fergus, Ontario, Kanada                     |
| 23  | Kanada             | Mason McTavish – A | C    | 30. Januar 2003    | 2021         | Zürich, Schweiz                             |
|     | Vereinigte Staaten | Ryan Poehling      | C    | 3. Januar 1999     | 2025         | Lakeville, Minnesota, USA                   |
| 16  | Kanada             | Ryan Strome        | C    | 11. Juli 1993      | 2022         | Mississauga, Ontario, Kanada                |
| 19  | Vereinigte Staaten | Troy Terry – A     | RW   | 10. September 1997 | 2018         | Denver, Colorado, USA                       |
| 77  | Vereinigte Staaten | Frank Vatrano      | C    | 14. März 1994      | 2022         | East Longmeadow, Massachusetts, USA         |

### Mannschaftskapitäne
| Jahr      | Mannschaftskapitän (C)  | Assistenzkapitäne (A) |
| 1993–1994 | Troy Loney              | Randy Ladouceur, Stu Grimson, Todd Ewen |
| 1994–1996 | Randy Ladouceur         | Bob Corkum, Todd Ewen Paul Kariya, Bobby Dollas, Todd Ewen (1995/96) |
| 1996–2003 | Paul Kariya             | Bobby Dollas, Teemu Selänne (1996/97) Teemu Selänne, Dave Karpa, Jean-Jacques Daigneault, Mark Janssens (1997/98) Teemu Selänne, Kevin Haller (1998–2000) Teemu Selänne, Dan Bylsma, Steve Rucchin (2000/01) Oleg Twerdowski, Steve Rucchin, Dan Bylsma (2001/02) Keith Carney, Steve Rucchin (2002/03)                                    |
| 2003–2005 | Steve Rucchin           | Keith Carney, Sergei Fjodorow (2003/04) |
| 2005–2007 | Scott Niedermayer       | Rob Niedermayer, Teemu Selänne, Keith Carney, Sergei Fjodorow (2005/06) Rob Niedermayer, Chris Pronger (2006/07) |
| 2007–2008 | Chris Pronger           | Rob Niedermayer, Chris Kunitz |
| 2008–2010 | Scott Niedermayer       | Chris Pronger, Ryan Getzlaf (2008/09) Ryan Getzlaf, Saku Koivu (2009/10) |
| 2010–2022 | Ryan Getzlaf            | Teemu Selänne, Saku Koivu (2010–2013) Teemu Selänne, Saku Koivu, Corey Perry (2013/14) François Beauchemin, Corey Perry (2014/15) Corey Perry, Ryan Kesler (2015–2019) Jakob Silfverberg, Josh Manson (2019/20) David Backes, Jakob Silfverberg, Cam Fowler, Josh Manson (2020/21) Adam Henrique, Josh Manson, Jakob Silfverberg (2021/22) |
| 2022–2024 | kein Mannschaftskapitän | Cam Fowler, Adam Henrique, Jakob Silfverberg (2022/23) Cam Fowler, Adam Henrique, Mason McTavish, Troy Terry (2023/24) |
| seit 2024 | Radko Gudas             | Mason McTavish, Troy Terry |

In der Geschichte der Anaheim Ducks gab es bisher neun verschiedene Spieler, die das Amt des Mannschaftskapitäns bekleideten.

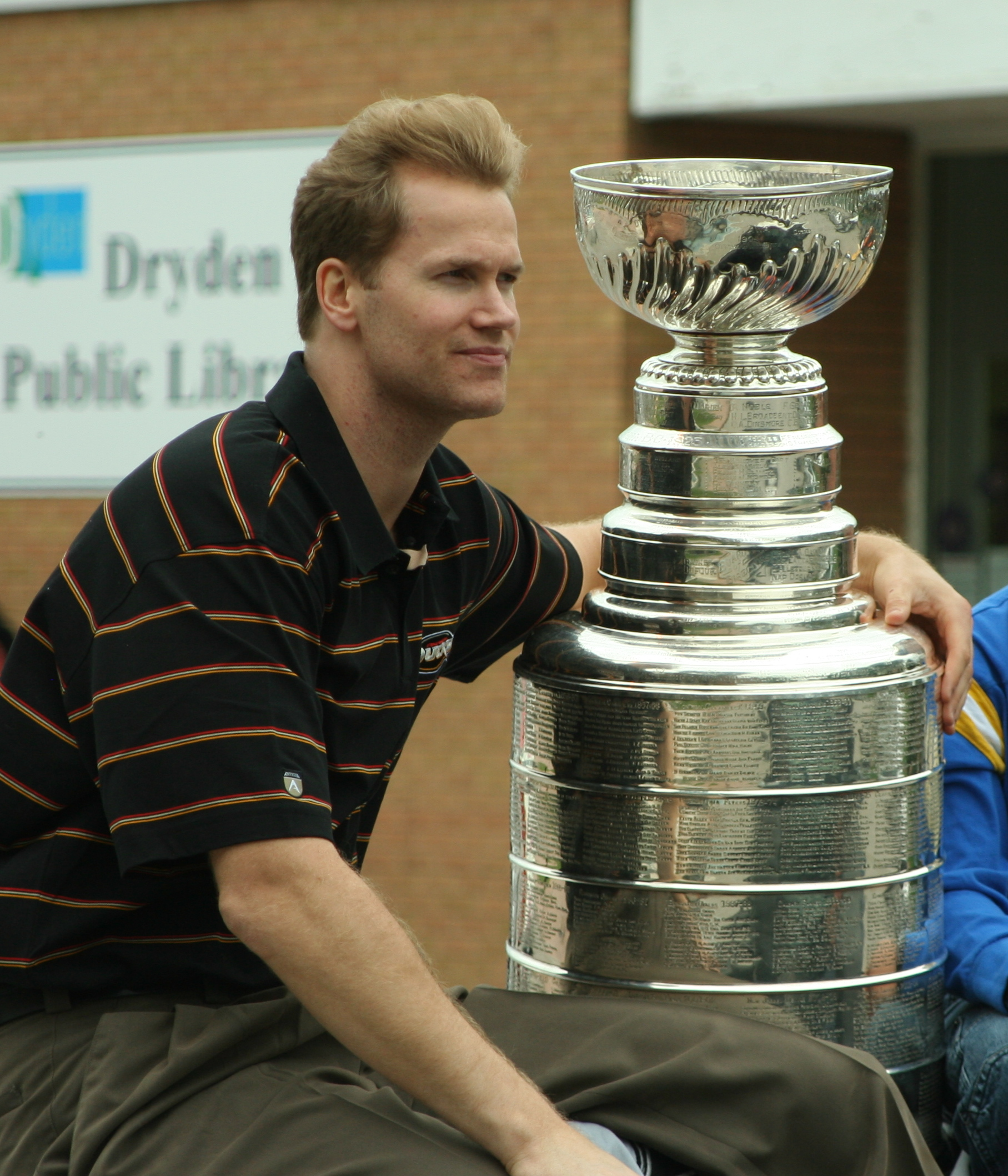
Chris Pronger, ehemaliger Kapitän der Anaheim Ducks

Nachdem in den ersten drei Spieljahren mit Troy Loney und Randy Ladouceur eher weniger bekannte, dafür aber sehr erfahrene Spieler das Amt ausgefüllt hatten, übernahm zum Beginn der Saison 1996/97 der damals 21-jährige Paul Kariya, der erste Draft-Pick in der Geschichte des Franchise, die Position. Bis zu seinem Wechsel im Sommer 2003 trug er das „C“ auf der Brust und wurde lediglich in der Saison 1997/98 über einen etwas längeren Zeitraum durch den Finnen Teemu Selänne vertreten, da sich Kariya erst im Saisonverlauf auf einen neuen Kontrakt mit den Kaliforniern geeinigt hatte.
Nach Kariyas Wechsel ging das Amt des Mannschaftskapitäns 2003 zunächst an Steve Rucchin, der bereits seit Mitte der 1990er-Jahre im Team spielte. Auf ihn folgte 2005 Scott Niedermayer, der die Position nach dem Gewinn des Stanley Cups im Jahr 2007 freiwillig abgab, da er eine längere persönliche Auszeit nahm. Als dessen Nachfolger wurde Chris Pronger ernannt, ebenso wie Niedermayer, ein erfahrener Verteidiger, der nach der Rückkehr von Niedermayer im Dezember 2007 zum Beginn der Saison 2008/09 das Amt wieder an ihn abgab. Im Juni 2010 trat Niedermayer vom aktiven Sport zurück. Auf ihn folgte Ryan Getzlaf, der im Oktober 2010 mit der Ausführung dieses Amtes betraut wurde. Er war bis zu seinem Karriereende 2022 und somit bisher am längsten in diesem Amt.

### Mitglieder der Hockey Hall of Fame
| Name              | Aufnahmedatum     | Position |
| Jari Kurri        | 12. November 2001 | Spieler  |
| Adam Oates        | 12. November 2012 | Spieler  |
| Scott Niedermayer | 11. November 2013 | Spieler  |
| Sergei Fjodorow   | 9. November 2015  | Spieler  |
| Chris Pronger     | 9. November 2015  | Spieler  |
| Paul Kariya       | 13. November 2017 | Spieler  |
| Teemu Selänne     | 13. November 2017 | Spieler  |

Der erste Spieler der Anaheim Ducks, der in die im kanadischen Toronto befindliche Hockey Hall of Fame aufgenommen wurde, war der finnische Außenstürmer Jari Kurri. Kurri spielte zwischen 1996 und 1997 für Anaheim in der NHL und konnte sich mit den Ducks erstmals für die Play-offs qualifizieren. In 93 Partien für die Ducks erzielte er 38 Punkte. Jari Kurri wurde am 12. November 2001 in die Hockey Hall of Fame aufgenommen. Als zweiter Spieler der Ducks wurde Adam Oates, der als einer der besten Spielmacher der NHL-Historie gilt, am 12. November 2012 in die Ruhmeshalle aufgenommen. Der Stürmer stand in der Saison 2002/03 für die Kalifornier auf dem Eis und war Teil der Mannschaft, welche erstmals ins Stanley-Cup-Finale einzog. Gesamthaft stand er in 88 NHL-Spielen für das Team auf dem Eis und verbuchte 58 Scorerpunkte.
2013 erfolgte die Aufnahme des All-Star-Verteidigers Scott Niedermayer, welcher zeitweise mit Chris Pronger ein Duo bildete und 2007 als wertvollster Akteur der Endrunde maßgeblich am Stanley-Cup-Sieg der Kalifornier beteiligt war. Zuvor hatte er bereits mit den New Jersey Devils drei Mal die prestigeträchtige Trophäe errungen. Niedermayer hält unter anderem die Franchise-Rekorde für die meisten Punkte eines Verteidigers in einer Saison; weiteres erzielte kein Defensivspieler mehr Punkte und Torvorlagen als er. Der Kanadier ist Mitglied des Triple Gold Club.
Sein Verteidigerpartner Chris Pronger wurde zwei Jahre später ebenfalls in die Ruhmeshalle induktiert. Pronger hatte wie Niedermayer in der Spielzeit 2006/07 maßgeblichen Anteil am erstmaligen Stanley-Cup-Gewinn der Anaheim Ducks. Pronger, der ebenso Mitglied des Triple Gold Clubs ist, gilt als einer der erfolgreichsten Verteidiger aller Zeiten und gewann als bislang letzter Verteidiger im Jahr 2000 die Hart Memorial Trophy. Im selben Jahr wurde ebenfalls der russische Stürmer Sergei Fjodorow für die Aufnahme in die Hockey Hall of Fame berücksichtigt. Fjodorow absolvierte für die Ducks lediglich 85 NHL-Spiele, hauptsächlich trat der Center als Mitglied der Detroit Red Wings in Erscheinung, mit denen er drei Mal den Stanley Cup gewann.
2017 folgten mit Paul Kariya und Teemu Selänne zwei Spieler, die den Großteil ihrer jeweiligen Karriere in Anaheim verbrachten. Selänne ist Franchise-Rekordhalter für die meisten Spiele, Tore und Scorerpunkte sowie für die meisten Tore und Punkte in einer Saison. Kariya führte das Team sieben Jahre als Kapitän an und gewann zwei Mal die Lady Byng Memorial Trophy.
Bisher ist kein Funktionär der Ducks in die Hockey Hall of Fame aufgenommen worden.

### Gesperrte Trikotnummern
In ihrer Franchise-Geschichte haben die Anaheim Ducks bisher drei Trikotnummer offiziell gesperrt, die 8 von Teemu Selänne, die 9 von Paul Kariya und 27 von Scott Niedermayer. Selänne spielte 15 Jahre für die Ducks, gewann mit ihnen 2007 den Stanley Cup und hält die Rekorde für die meisten Spiele, Tore, Assists und Scorerpunkte. Am 11. Januar 2015 wurde er offiziell geehrt, bei einem Heimspiel der Ducks gegen die Winnipeg Jets, bei deren früheren Franchise er seine NHL-Karriere begonnen hatte. Ihm folgte am 21. Oktober 2018 sein langjähriger Teamkollege Paul Kariya, der einen integralen Bestandteil des Finalteams von 2003 bildete und die Ducks zudem längere Zeit als Kapitän anführte. Am 17. Februar 2019 folgte zudem die Ehrung von Scott Niedermayer.
Zudem wird die 99 von Wayne Gretzky offiziell ligaweit nicht mehr vergeben.

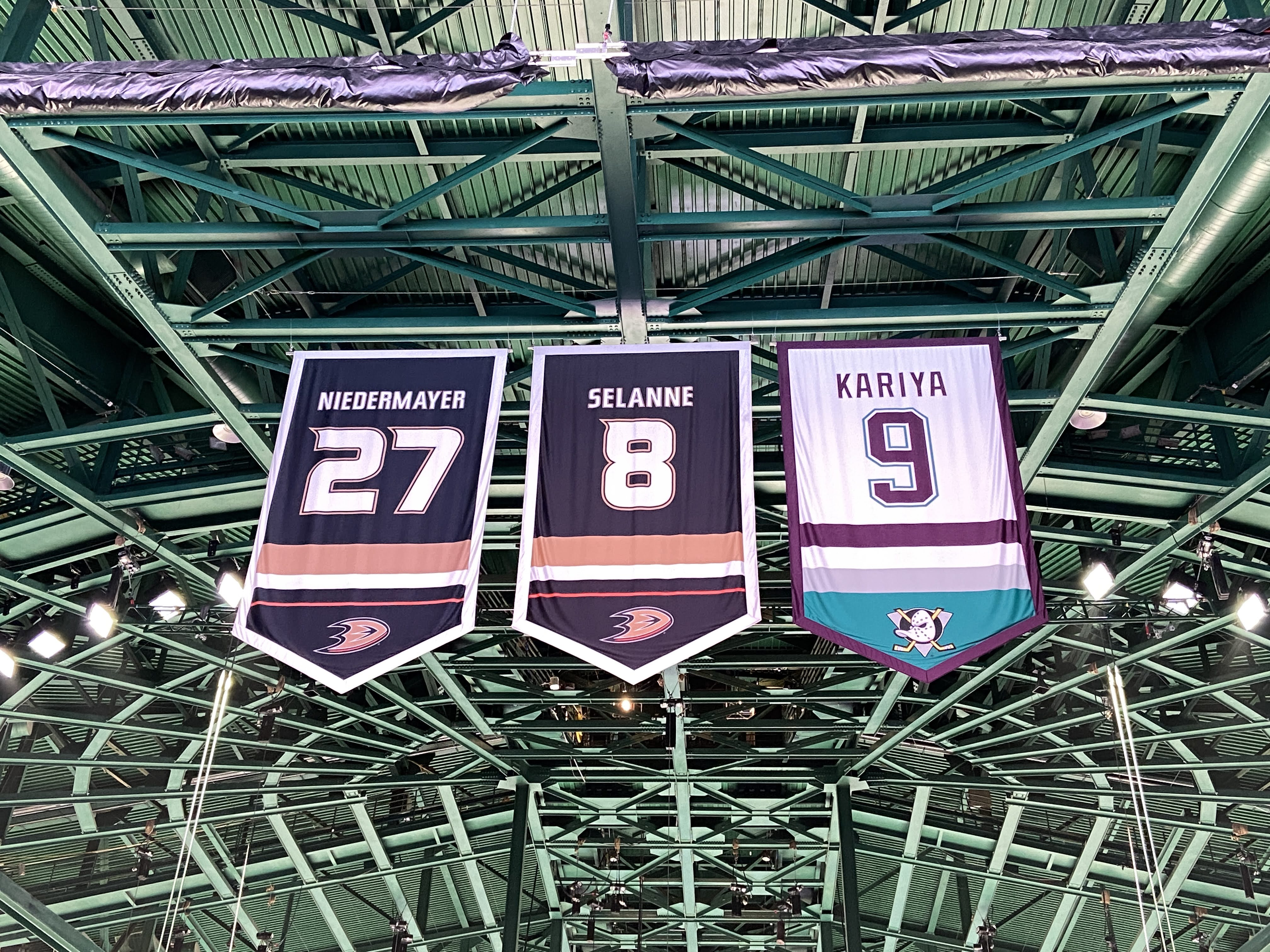
Die gesperrten Trikotnummern

| Nr. | Name              | Sperrungsdatum             |
| 8   | Teemu Selänne     | 11. Januar 2015            |
| 9   | Paul Kariya       | 21. Oktober 2018           |
| 27  | Scott Niedermayer | 17. Februar 2019           |
| 99  | Wayne Gretzky     | 6. Februar 2000 (ligaweit) |

### Erstrunden-Wahlrechte

#### NHL Entry Draft
| Name                | Jahr | Draft-Position |
| Paul Kariya         | 1993 | 4.             |
| Oleg Twerdowski     | 1994 | 2.             |
| Chad Kilger         | 1995 | 4.             |
| Ruslan Salej        | 1996 | 9.             |
| Michael Holmqvist   | 1997 | 18.            |
| Witali Wischnewski  | 1998 | 5.             |
| Alexei Smirnow      | 2000 | 12.            |
| Stanislaw Tschistow | 2001 | 5.             |
| Joffrey Lupul       | 2002 | 7.             |
| Ryan Getzlaf        | 2003 | 19.            |
| Corey Perry         | 2003 | 28.            |
| Ladislav Šmíd       | 2004 | 9.             |
| Bobby Ryan          | 2005 | 2.             |
| Mark Mitera         | 2006 | 19.            |
| Logan MacMillan     | 2007 | 19.            |
| Jake Gardiner       | 2008 | 17.            |
| Peter Holland       | 2009 | 15.            |
| Kyle Palmieri       | 2009 | 26.            |
| Cam Fowler          | 2010 | 12.            |
| Emerson Etem        | 2010 | 29.            |

| Name             | Jahr | Draft-Position |
| Rickard Rakell   | 2011 | 30.            |
| Hampus Lindholm  | 2012 | 6.             |
| Shea Theodore    | 2013 | 26.            |
| Nick Ritchie     | 2014 | 10.            |
| Jacob Larsson    | 2015 | 27.            |
| Max Jones        | 2016 | 24.            |
| Sam Steel        | 2016 | 30.            |
| Isac Lundeström  | 2018 | 23.            |
| Trevor Zegras    | 2019 | 9.             |
| Brayden Tracey   | 2019 | 29.            |
| Jamie Drysdale   | 2020 | 6.             |
| Jacob Perreault  | 2020 | 27.            |
| Mason McTavish   | 2021 | 3.             |
| Pawel Mintjukow  | 2022 | 10.            |
| Nathan Gaucher   | 2022 | 22.            |
| Leo Carlsson     | 2023 | 2.             |
| Beckett Sennecke | 2024 | 3.             |
| Stian Solberg    | 2024 | 23.            |
| Roger McQueen    | 2025 | 10.            |

Seit 1993 hatten die Ducks 39 Draftrechte in der ersten Runde des NHL Entry Drafts, davon 18 Stück unter den ersten zehn des jeweiligen Jahrgangs.
Acht Mal, in den Entry Drafts 2003, 2009, 2010, 2016, 2019, 2020, 2022 und 2024, verfügten die Kalifornier über zwei Wahlrechte in der ersten Runde, nachdem sie diese in Transfergeschäften mit den Dallas Stars (2003), Columbus Blue Jackets (2009), Philadelphia Flyers (2010), Toronto Maple Leafs (2016), San Jose Sharks (2019), Boston Bruins (2020 und 2022) und Toronto Maple Leafs (2024) erworben hatten. Im Jahr 1999 waren sie nicht berechtigt in der ersten Runde zu selektieren; die Ducks hatten am 26. Juni 1999, als die jährliche Talentziehung der National Hockey League stattfand, den Stürmer Travis Green gemeinsam mit ihrem Erstrunden-Wahlrecht im NHL Entry Draft 1999 zu den Phoenix Coyotes transferiert, um sich die Dienste des Verteidigers Oleg Twerdowski zu sichern. Ebenfalls im Jahr 2017 verfügten die Kalifornier über kein Erstrunden-Wahlrecht, da sie zuvor Patrick Eaves von den Dallas Stars erworben hatten.

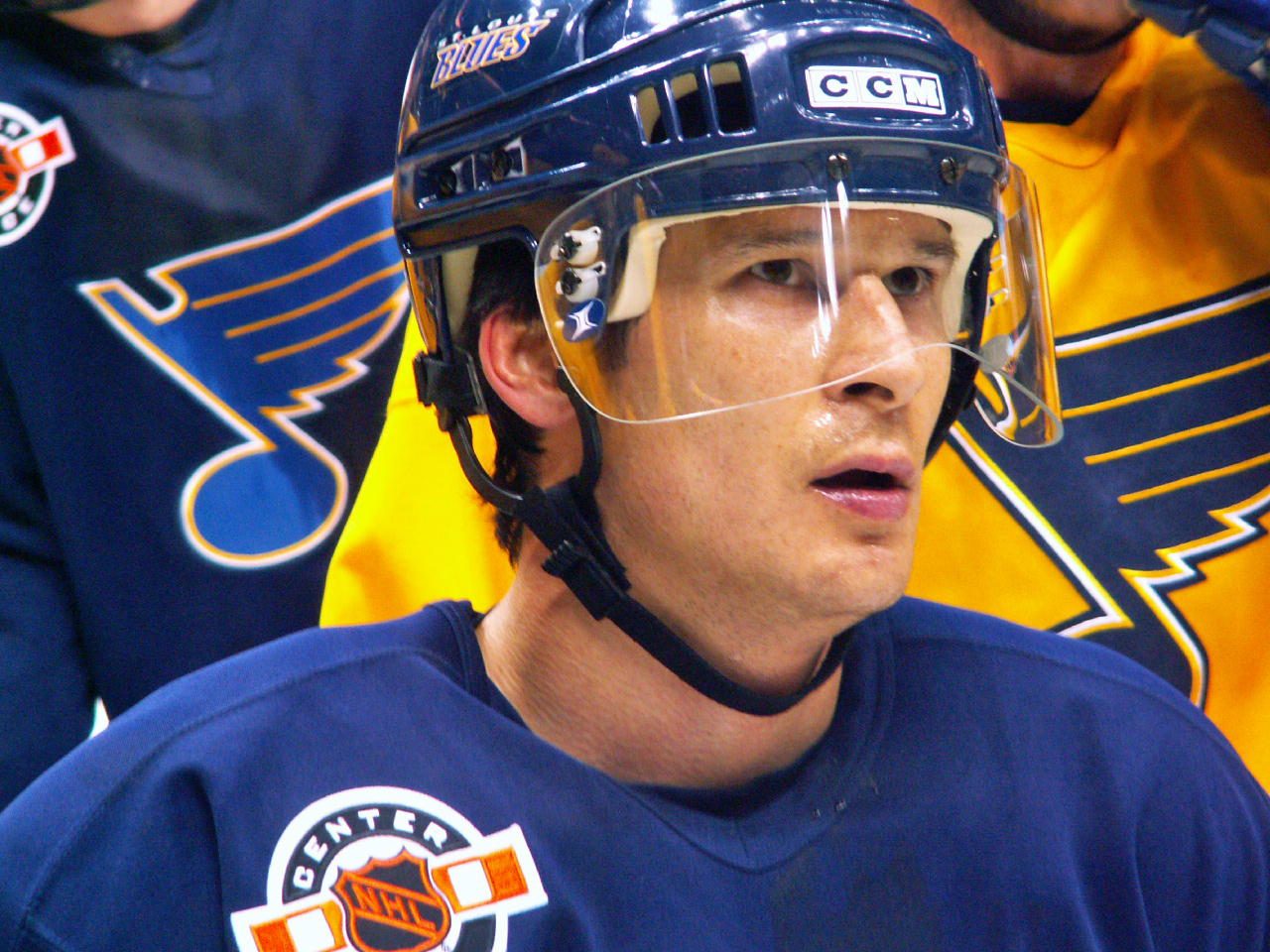
Paul Kariya war Anaheims erster Draftpick.

1993 wählten die Ducks Paul Kariya als ihren ersten Draft-Pick, welcher sich zu einem der besten Spieler der Klubgeschichte entwickelte. Mit Oleg Twerdowski, Bobby Ryan und Leo Carlsson konnten die Ducks bisher dreimal Spieler bereits an der zweiten Position auswählen.
Als einziger von den Kaliforniern selektierter Spieler blickt Matt Cullen auf über 1000 absolvierte NHL-Spiele in der Regular Season zurück. Auch in späten Runden (6. bis 8. Runde) ausgewählte Spieler wie Bates Battaglia, Trent Hunter und Shane O’Brien etablierten sich in der Liga – allerdings nicht im Dress der Ducks – und brachten es allesamt auf über 500 Einsätze.

#### NHL Supplemental Draft
| Name          | Jahr | Draft-Position |
| Pat Thompson  | 1993 | 5.             |
| Steve Rucchin | 1994 | 2.             |

Im von 1986 bis 1994 abgehaltenen NHL Supplemental Draft hatten die Ducks 1993 und 1994 insgesamt zwei Wahlrechte.
Beim Supplemental Draft 1993, wählten die Ducks Pat Thompson aus, der nur im damaligen Farmteam der Mighty Ducks, den Cincinnati Mighty Ducks zum Einsatz kam und den Sprung in die NHL nie schaffte. Ein Jahr später beim Supplemental Draft 1994 durften die Ducks bereits an zweiter Position einen Spieler auswählen. Sie wählten Steve Rucchin, der zehn Jahre in Anaheim spielte und als einer der besten Scorer der Vereinsgeschichte einging.
Während Pat Thompson nie ein NHL-Spiel bestritt, brachte es Rucchin in seiner Karriere auf 735 Partien in der regulären Saison und 37 Playoff-Partien, die er fast alle für die Ducks bestritt.

### Franchise-Top-Punktesammler
Die zehn besten Punktesammler in der Geschichte des Franchise bis zum Ende der regulären Saison 2024/25 und der Playoffs 2025.
Abkürzungen: Pos = Position, GP = Spiele, G = Tore, A = Vorlagen, Pts = Punkte, P/G = Punkte pro Spiel
| Name              | Pos | Saison          | GP   | G   | A   | Pts  | P/G  |
| Ryan Getzlaf      | C   | 2005/06–2021/22 | 1157 | 282 | 737 | 1019 | 0,88 |
| Teemu Selänne     | RW  | 1995/96–2000/01 | 966  | 457 | 531 | 988  | 1,02 |
| Teemu Selänne     | RW  | 2005/06–2013/14 | 966  | 457 | 531 | 988  | 1,02 |
| Corey Perry       | RW  | 2005/06–2018/19 | 988  | 372 | 404 | 776  | 0,79 |
| Paul Kariya       | LW  | 1994/95–2002/03 | 606  | 300 | 369 | 669  | 1,10 |
| Cam Fowler        | D   | 2010/11–2024/25 | 991  | 96  | 361 | 457  | 0,46 |
| Steve Rucchin     | C   | 1994/95–2003/04 | 616  | 153 | 279 | 432  | 0,70 |
| Jakob Silfverberg | RW  | 2013/14–2023/24 | 772  | 158 | 196 | 354  | 0,46 |
| Rickard Rakell    | LW  | 2012/13–2021/22 | 550  | 154 | 185 | 339  | 0,62 |
| Bobby Ryan        | RW  | 2007/08–2012/13 | 378  | 147 | 142 | 289  | 0,76 |
| Scott Niedermayer | D   | 2005/06–2009/10 | 371  | 60  | 204 | 264  | 0,71 |

| Name                | Pos | GP  | G  | A  | Pts | P/G  |
| Ryan Getzlaf        | C   | 125 | 37 | 83 | 120 | 0,96 |
| Corey Perry         | RW  | 118 | 36 | 53 | 89  | 0,75 |
| Teemu Selänne       | RW  | 96  | 35 | 34 | 69  | 0,71 |
| Jakob Silfverberg   | RW  | 57  | 16 | 25 | 41  | 0,72 |
| François Beauchemin | D   | 97  | 10 | 29 | 39  | 0,40 |
| Scott Niedermayer   | D   | 56  | 8  | 26 | 34  | 0,61 |
| Cam Fowler          | D   | 62  | 6  | 27 | 33  | 0,53 |
| Chris Pronger       | D   | 38  | 7  | 23 | 30  | 0,79 |
| Paul Kariya         | LW  | 35  | 14 | 15 | 29  | 0,83 |
| Ryan Kesler         | C   | 44  | 12 | 15 | 27  | 0,61 |

### Bekannte ehemalige Spieler
(Teamzugehörigkeit und Position in Klammern)
| - Keith Carney (2001–2006, D) Der Abwehrspieler agierte vier Jahre lang bei den Ducks. Carney erreichte mit Anaheim in der Saison 2002/03 zum ersten Mal das Finale um den Stanley Cup. - Matt Cullen (1997–2003, C) In der zweiten Sturmreihe entwickelte sich Cullen zu einem erfolgreichen Spielmacher. Ende Januar 2003 gaben ihn die Ducks an die Florida Panthers ab. - Bobby Dollas (1993–1997, D) Er schaffte in der Saison 1996/97 mit den Ducks erstmals den Einzug in die Play-offs. Danach wechselte er zu den Edmonton Oilers. - Jean-Sébastien Giguère (2000–2010, G) Der Kanadier stand zehn Jahre bei den Ducks unter Vertrag und gewann in der Saison 2006/07 mit dem Team den Stanley Cup, nachdem er bereits 2003 mit Anaheim die Finalserie erreicht hatte und als wertvollster Akteur der Endrunde ausgezeichnet worden war. Er hält mit 32 Shutouts in der regulären Saison den Franchise-Rekord. - Niclas Hävelid (1999–2004, D) Der Schwede wurde 1999 von den Ducks gedraftet und gleich in der NHL eingesetzt. Der Verteidiger sammelte in der Saison 2002/03 – seiner besten in Anaheim – insgesamt 37 Punkte. - Jonas Hiller (2007–2014, G) Der Schweizer, zunächst als Back-up-Torwart eingesetzt, etablierte sich im Verlauf seiner zweiten Saison als Stammkraft. 2011 wurde er fürs NHL All-Star Game nominiert. Zum Saisonende 2013/14 wurde sein Kontrakt in Anaheim nicht verlängert, sodass Hiller als Free Agent zu den Calgary Flames wechselte. | - Guy Hebert (1993–2001, G) Der US-Amerikaner war fast acht Jahre lang der Stammtorhüter der Mighty Ducks. Mit seinen 27 Shutouts war er jahrelang Rekordhalter, bis ihn Giguère im Jahr 2008 übertraf. - Paul Kariya (1994–2003, LW) Der erste Draft-Pick in der Franchise-Geschichte spielte neun Jahre in Südkalifornien und entwickelte sich zu einem der besten Flügelspieler des Franchise. Jahrelang spielte er mit Teemu Selänne in einer Sturmreihe, welche als eine der torgefährlichsten der Liga galt. - Dave Karpa (1995–1998, D) Der Abwehrspieler stand drei Jahre in Anaheim unter Vertrag und zählte dabei stets als Stammspieler zu den Leistungsträgern des Teams. - Saku Koivu (2009–2014, C) Der Center kam 2009 nach Kalifornien, nachdem er zuvor jahrelang als Mannschaftskapitän der Montréal Canadiens gedient hatte. Bei den Anaheim Ducks füllte er daraufhin die Rolle des Assistenzkapitäns aus, gemeinsam mit seinem Landsmann Teemu Selänne. Nach der Saison 2013/14 erhielt Koivu keinen neuen Vertrag. - Chris Kunitz (2005–2009, LW) Der linke Flügelspieler erreichte in vier Jahren bei den Ducks insgesamt 202 Scorerpunkte. Im Jahr 2009 gaben ihn die Ducks im Austausch für Ryan Whitney zu den Pittsburgh Penguins ab. - Randy Ladouceur (1993–1996, D) Er war von 1994 bis 1996 der Kapitän der Ducks. Ladouceur ließ seine lange Karriere in Anaheim ausklingen. | - Andy McDonald (2000–2007, C) Der Center erzielte in sieben Jahren insgesamt 279 Scorerpunkte für die Ducks. Nachdem McDonald schwach in die Saison 2007/08 gestartet war, transferierten ihn die Kalifornier zu den St. Louis Blues. - Rob Niedermayer (2003–2009, RW) Rob Niedermayer füllte seine Rolle als defensiver Stürmer jahrelang bei den Ducks erfolgreich aus und gewann mit dem Team in der Spielzeit 2006/07 an der Seite seines Bruders Scott Niedermayer den Stanley Cup. Nachdem sein Vertrag im Jahr 2009 ausgelaufen war, unterschrieb er einen Kontrakt bei den New Jersey Devils. - Scott Niedermayer (2005–2010, D) Der erfahrene All-Star-Verteidiger, welcher als einer der erfolgreichsten Akteure aller Zeiten gilt, gewann mit der Mannschaft 2007 den Stanley Cup und zählte als Kapitän bis zu seinem Karriereende zu einer wichtigen Stütze des Teams. Der wertvollste Akteur der Endrunde 2007 hält zahlreiche teaminterne Verteidiger-Rekorde der Ducks. 2013 wurde er mit der Aufnahme in die Hockey Hall of Fame geehrt. - Chris Pronger (2006–2009, D) Der sowohl defensiv als auch offensiv starke Pronger gewann mit den Ducks 2007 den Stanley Cup. Zusammen mit Scott Niedermayer bildete er ein starkes Verteidigerduo. 2009 wurde er an die Philadelphia Flyers abgegeben. - Steve Rucchin (1995–2005, C) Beim NHL Supplemental Draft 1994 von den Ducks ausgewählt, entwickelte sich Rucchin in den folgenden Jahren zu einem der besten Spieler der Vereinsgeschichte. In seiner statistisch erfolgreichsten Saison erzielte er 67 Punkte. | - Bobby Ryan (2007–2013, RW) Der US-Amerikaner, welcher 2005 an zweiter Position gedraftet worden war, erzielte in vier seiner sechs Spielzeiten im Dress der Kalifornier jeweils mehr als 30 Saisontore und zählte während dieser Zeit zu den offensivstärksten Akteuren der Liga. Im Juli 2013 wurde er zu den Ottawa Senators transferiert. - Teemu Selänne (1995/96–2000/01 & 2005/06–2013/14, RW) Der Flügelstürmer bestritt insgesamt 15 Saisonen im Trikot der Kalifornier, mehr als jeder andere Akteur. Der als „The Finnish Flash“ bekannte Finne hält zahlreiche Franchise-Rekord wie z. B. die meisten absolvierten Spiele, erzielte Tore und Scorerpunkte. 2007 gewann Selänne mit den Kaliforniern den Stanley Cup. Nach der Saison 2013/14 beendete der Offensivakteur seine aktive Karriere. - Ruslan Salej (1995–2006, D) Defensivverteidiger Salej stand mit elf Jahren länger als jeder andere Spieler ununterbrochen bei den Ducks unter Vertrag. Er absolvierte insgesamt 594 Spiele in der regulären Saison für die Ducks, mehr als jeder andere Verteidiger. 2011 kam er bei einem Flugzeugabsturz ums Leben. - Petr Sýkora (2002–2006, RW) Am 24. April 2003 erzielte Sýkora im viertlängsten Spiel der NHL-Geschichte nach 140:48 Minuten das Siegtor für die Ducks. In 218 Spielen für die Ducks gelangen ihm 144 Scorerpunkte. |